# VAB

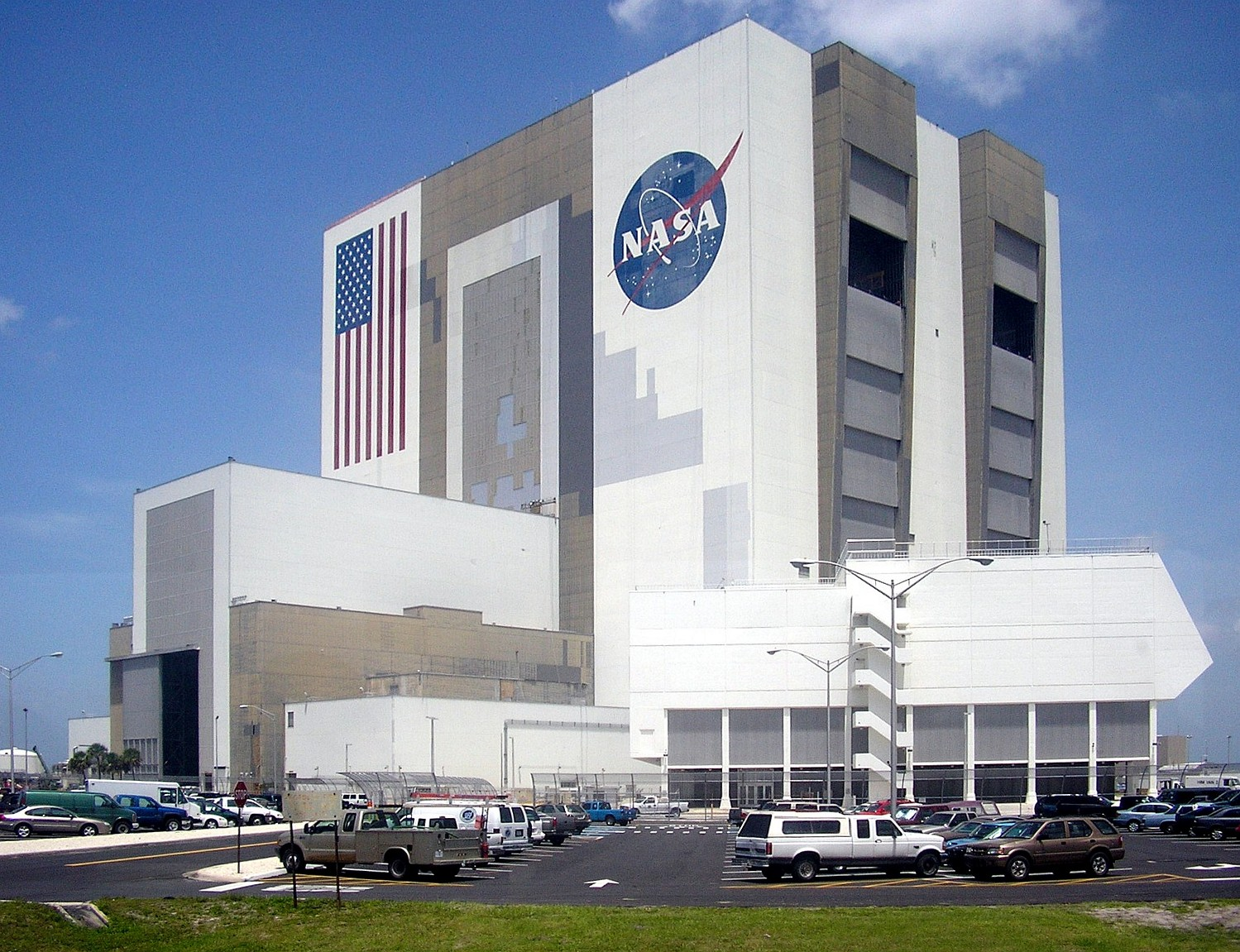
A Vehicle Assembly Building a Kennedy Űrközpontban (2005). Az épület oldalán lévő szögletes foltok a Frances hurrikán által okozott károk nyomai

A Vehicle Assembly Building (eredetileg Vertical Assembly Building), más néven VAB (magyarul jármű összeszerelő épület), a Kennedy Űrközpont területén, félúton Jacksonville és Miami között, Florida keleti partján található hatalmas épület. A VAB szerves része a 39-es indítókomplexumnak, amelynek további részei a két Atlanti-óceán parti indítóállás, az LC–39A és az LC–39B, a közvetlenül a VAB mellett álló Kilövésirányító Központ, a csarnokot az indítóállással összekötő út, az ún. „Rakétaösvény”, valamint az olyan ikonikus járulékos berendezések, mint a Mobil Indítóállványok (vagy indítóplatformok) és a hernyótalpas szállítójármű.
Eredetileg abból a célból építették, hogy az Apollo-program Saturn V rakétáinak egyes fokozatait függőlegesen egymásra szereljék a Mobil Indítási Koncepció követelményeinek megfelelően. Az építése az 1961-ben született koncepció mentén 1962 elején kezdődött a tervezéssel, majd még az év októberben kezdetét vette a kivitelezés is. A feladat nagyságát jól mutatja, hogy az épület alapozásához 2,5 négyzetkilométeren kellett földmunkákat végezni és 894 400 köbméter földet mozgattak meg. Az alapozási munka nehézségét az jelentette, hogy nagyon instabil nedves homokra kellett alapozni, ezért 4225 db 41 cm átmérőjű és 50 méter hosszú acél cölöpöt kellett verni a talajba, hogy biztosítsák az épület szilárdságát. Ezt követően épülhetett meg a csarnok acél szerkezete, amelyhez 100 000 tonna acélt (és 49 700 köbméter betont használtak fel az építők. Az építkezés 1965. áprilisáig tartott.
A tesztek az AS–500F tesztrakéta összeszereléssel kezdődtek és az épület sikerrel szolgálta ki végig az Apollo–program repüléseit 1972 végéig, majd ezt követően a Skylab-program és végül a Szojuz–Apollo-program repüléseit is innen készítették elő. Az Apollo űrhajók nyugdíjba vonulását követően a Space Shuttle program repüléseit is itt készítették elő, itt tárolták az űrrepülőgép külső üzemanyagtartályait és szilárd hajtóanyagú gyorsítórakétáit is, majd szerelték őket össze a küldetések követelményeinek megfelelően (ehhez az Apollo–programhoz kifejlesztett infrastruktúra elemeit használták mindvégig, kisebb átalakításokkal). Az űrrepülőgép flotta kényszerű nyugdíjazását követően a Constellation program előkészítésére is a VAB-ot jelölték ki, azonban a program törlése miatt erre nem kerülhetett sor. 2011 óta az épület funkció nélkül, kihasználatlanul áll, bár az amerikai kormányzat folyamatosan próbálkozik a hasznosításával.
A VAB egyike a világ legnagyobb épületeinek, térfogatát tekintve a harmadik helyen áll, egyben a világ legnagyobb egyemeletes épülete, Floridában 1974-ig a legmagasabb épület is volt. Az épület 160 méter magas, négyszögletű alapterülete 32 500 négyzetméter, oldalai 218 méter és 158 méter hosszúak. A VAB két jól elkülönülő részre osztható, a 160,5 méter magasságú Magas Szerelőcsarnokra és a 64 méter magas Alacsony Szerelőcsarnokra. Mind előbbi, mind utóbbi 4-4 további teremre osztható, amelyek a központi Szállító Folyosóra nyílnak. A szerelésre használt termeket hatalmas híddarukkal és számos más emelőszerkezettel szerelték fel, amelyekkel az óriási méretű rakéta illetve űrhajó részegységeket mozgatják. A szereléshez pedig többszintes, mozgatható szerelőplatformokat használnak, amelyek követik a szerelt űreszköz körvonalait és amelyről a szerelési műveletek elvégezhetők. Az épület méreteit jól szemlélteti, hogy az épület oldalán levő amerikai zászló egy-egy csillagának átmérője 1,8 méter, és a zászló sávjai pedig olyan szélesek, mint egy autópálya sávja. A zászlót az USA alapításának 200 éves évfordulójának alkalmából, 1976-ban festették az épületre, az évforduló csillag szimbólumával együtt, ez utóbbit később a NASA logó váltotta fel. Az épület belső tere olyan hatalmas, hogy saját időjárása van – az ott dolgozó "NASA alkalmazottak jelezték, hogy különösen párás napokon esőfelhők alakulnak ki a plafon alatt". Az épületben négy nagyméretű légkondicionáló berendezés található (4 kör alakú struktúra az épület nyugati oldalán), melyek a páratartalmat szabályozzák. Az épületen belüli közlekedésre gyakran biciklit használnak.

## Története

### Az Apollo-program kezdetei
Az űrverseny során az Egyesült Államok és a Szovjetunió között ádáz politikai versengés kezdődött, technológiai köntösbe bújtatva. Egyre másra születtek az újabb és újabb sikerek, teljesítmények az űrrepülések területén, zömmel a Szovjetunió részéről, amely mögött az USA csak lemaradással tudott kullogni. Ezt a lemaradást igyekezett az amerikai kormányzat behozni úgy, hogy valamilyen látványos sikerrel a szovjetek elé vágjanak és vitán felül átvegyék a vezetést ellenlábasuktól ezen a területen is. John F. Kennedy, az éppen hivatalba lépett új amerikai elnök arra sarkallta a tanácsadóit és szakértőit, hogy kitaláljanak egy ilyen célt szolgáló űrprogramot, amelyhez az ötlet 1961 elejére született meg: érjék el az amerikaiak elsőként a Holdat. Az elnök – egy újabb szovjet űr-elsőséget, Jurij Gagarin elsőkénti űrutazását követően – 1961. május 25-én jelentette be az Apollo-programot, amelynek fő célja (az oroszok legyűrése mellett) a Hold emberek általi első elérése, a felszínére való leszállással és sikeres hazatéréssel volt, mégpedig egy évtizeden belül.
A program meghirdetésekor Amerika kezében lényegében nem volt semmi, mindössze az első amerikai űrhajós, Alan Shepard – kissé gyengécske teljesítménynek számító – űrugrását tudták maguk mögött. A Holdra szálláshoz való képességhez lényegében még mindent meg kellett teremteni, a koncepciótól kezdve az eszközökön és eljárásokon át egészen a megvalósításig (az éppen rendelkezésre álló technikával kb. másfél tonna tömegű űrhajót, felszerelést tudtak Föld körüli pályára juttatni, a Hold eléréséhez azonban a létező koncepciók száz tonna feletti tömegű ugyanilyen hardverrel számoltak). Elsőként létre kellett hozni a koncepciót, amelyet megvalósíthattak a sikerhez, amely egy három lépcsős fejlődési folyamaton keresztül alakult ki. A véső elgondolás a LOR koncepció nevet kapta. Ebben egyetlen hatalmas rakétával két űrhajót kellett indítani, amelyből az egyik elvitte a három űrhajóst a Holdig, ahol ketten átszálltak egy másik űrhajóba, amelynek annyi funkciója volt mindössze, hogy a holdfelszínre levigye az utasait, majd a felszíni tevékenység elvégzése után visszajuttassa őket a Hold körüli pályán várakozó másik űrhajóhoz, amellyel aztán azok hazatérhettek a sikeres küldetést követően. Ehhez a koncepcióhoz egy kb. 3000 tonnás óriásrakéta indítására volt szükség. Ilyen eszköz nem állt a NASA rendelkezésére és ilyen eszköz indítására alkalmas földi létesítmények sem léteztek még akkor. Így a NASA elhatározta egy hatalmas indítókomplexum létesítését, hogy meg tudja valósítani a tervet. A komplexumban helyet kapott összesen öt indítóállás Cape Canaveral Atlanti-óceán melletti partvidékén (amelyből végül csak kettő épült meg), az indítóállásokhoz szükséges berendezésekkel (mint a Mobil Indítótornyok, vagy az azokat mozgató Hernyótalpas Szállítójármű), valamint a szerelőhelyet és az indítóállásokat összekötő speciális utakkal. És szerepelt még a létrehozandó létesítmények listáján egy óriási szerelőcsarnok, ahol az óriási rakéták összeszerelését és indításra való felkészítését elvégezhették. Később ez lett a VAB-csarnok. Az ehhez szükséges földterületekre 1962-ben tett szert a NASA a Cape Canaveral Air Force Station melletti mocsaras területen a Merritt-szigeten.

### Építése
Az egész indítókomplexum legbonyolultabb létesítményének a rakéta összeszerelő csarnok ígérkezett. Maga az épület kialakítása az ún. Mobil Indítási Koncepcióból táplálkozott, míg a koncepció pedig a szovjetekkel vívott versenyből. A Hold minél előbbi elérése – és így a szovjetek legyőzése – azt a követelményt támasztotta a NASA-val szemben, hogy minél inkább meg tudja gyorsítani az indítások frekvenciáját, minél gyorsabban el tudjon készülni egy-egy indításra felkészített űreszközzel. Az 1961 elején megszületett koncepció így szembe ment minden korábbi gyakorlattal. A Mercury– és Gemini–programok indításánál a rakétákat és űrhajókat kinn az indítóállás(ok)ban szerelték össze és vetették alá a start előtti ellenőrzéseknek. Ezzel szemben az új elképzelés szerint az űreszközök csak a lehető legrövidebb időt töltöttek el az indítóállásban, hogy azok minél hamarabb alkalmasak legyenek a következő felbocsátásra. Ez egyben – mintegy melléktermékként – lehetővé tette, hogy egyszerre több eszköz szerelése, felkészítése is folyhasson. Ehhez kellett egy szerelőhely, relatíve messze az indítóállástól. És aztán a rakétát már összeszerelt állapotban vitték az indítóállásra (ettől lett „mobil” a koncepció). Így ennek kellett megfelelnie a szerelőhelynek is: viszonylag távol legyen az indítóállástól, egyszerre több rakéta is szerelhető legyen benne és persze feleljen meg az óriásrakéták méreteinek is. A koncepció járulékos előnye volt, hogy egy helyre koncentrálta az összeszereléssel foglalkozó munkaerőt, nem pedig szétszórta azt különböző indítóállások mentén, ezzel takarékossá tette a munkaerő gazdálkodást is, mivel rengeteg redundanciát szűrt ki. A koncepció további újítása volt, hogy a rakétát nem vízszintesen szerelték össze és állították fel az indítóhelyen, hanem függőlegesen, daruk segítségével építették össze és így a rakéta „farkára” állítva szállították el az összeszerelő csarnokból az indítóállásba. (Maga az elképzelés nem volt új, hiszen a nácik második világháborús gyakorlatát vették át a V-2 rakétától, amelyet ilyen elven készítettek fel Peenemündében a bevetésre, csak a NASA gyakorlatában jelentett újítást.)

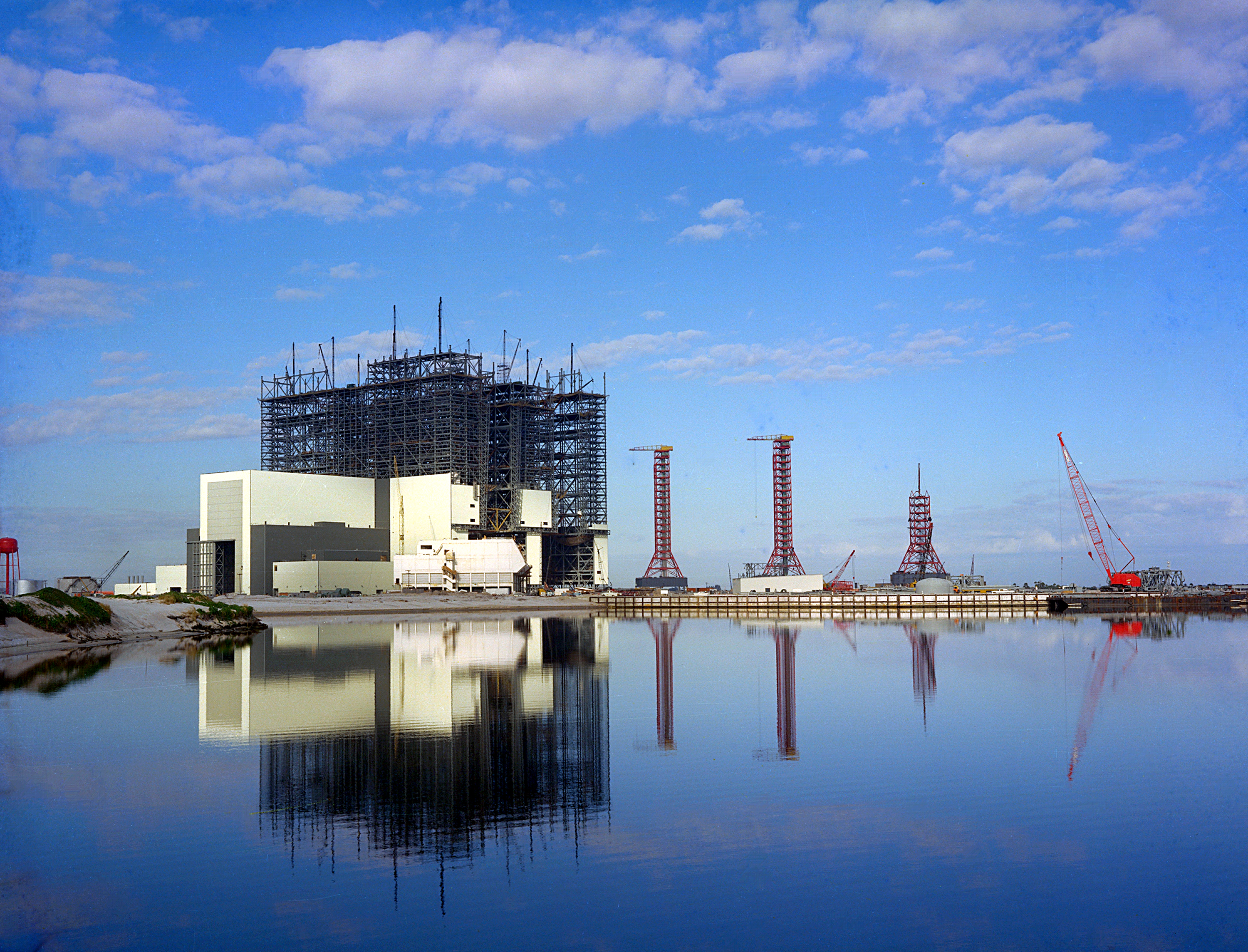
A VAB építés alatt (1965)

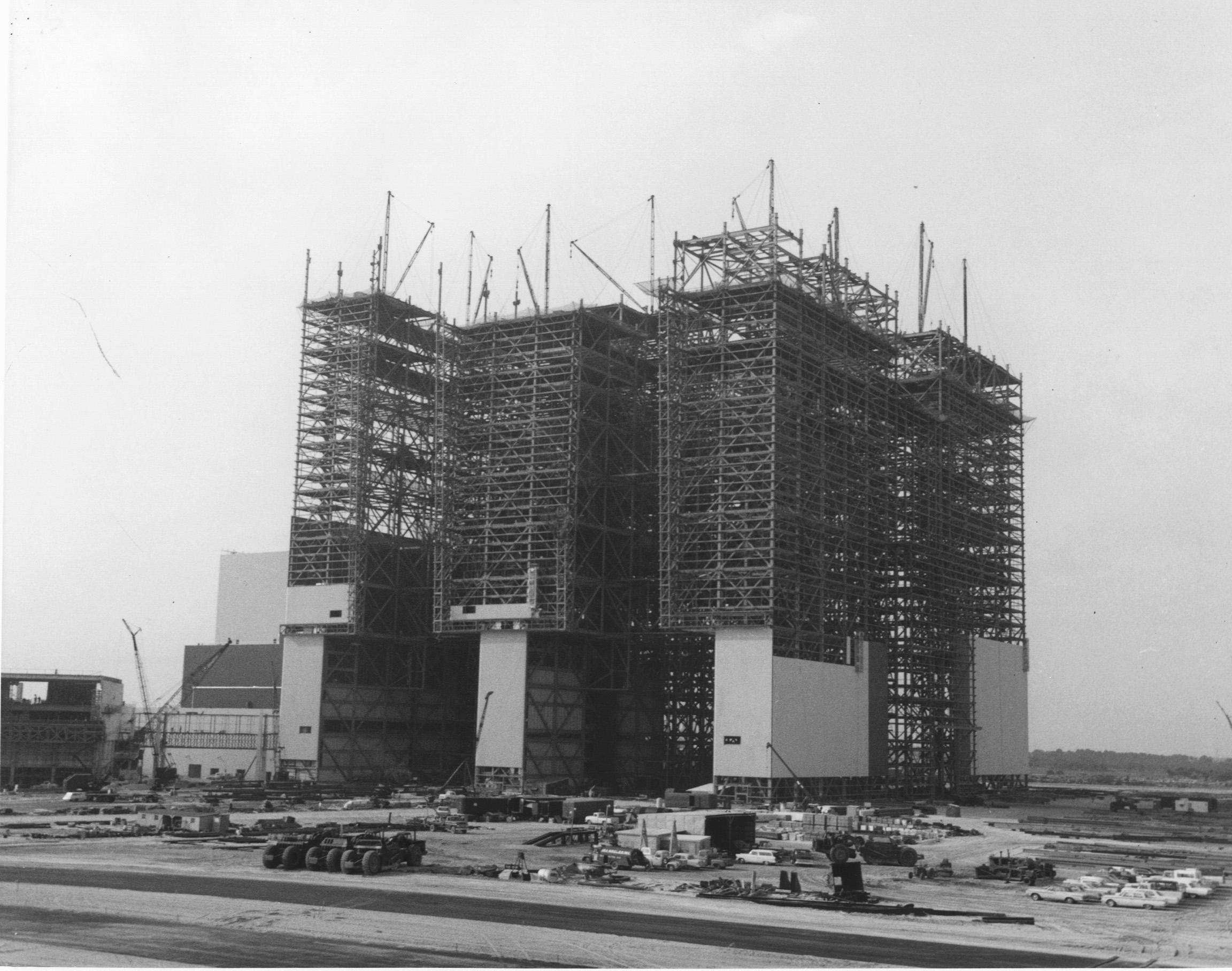
Egy másik építés közben készült kép a csarnokról

A VAB tervezése szerteágazó szempontrendszer szerint kezdődött 1962 elején (magát a tervkoncepciót egy erre létre hozott iroda, a Heavy Space Vehicle Office készítette). Kezdetekben az sem volt végleges, hogy a kész rakétákat vasúton, vízi úton, vagy közúton szállítják el, így mindhárom variációra érvényes tervek kellettek szülessenek. Így születtek doboz formájú és kerek alakú elképzelések, olyanok, amelyekben csatornák futottak és olyanok, amelyek sík alapterületűek voltak, kisebbek és megvalósíthatatlanul nagyok (a legnagyobb elképzelés a vízi szállításhoz igazodó, csatornákkal szabdalt dizájn volt, amelynek alapterülete 204x303 méter lett volna, de volt olyan is, amely fordítókoronggal oldotta volna meg a rakéták síneken való mozgatását). Született nyitott és zárt épületre vonatkozó terv is, előbbi olcsóbbnak és rugalmasabban bővíthetőnek mutatkozott, utóbbi pedig jobban védte a belsejében épülő eszközt és a dolgozókat az időjárástól. Az 1962. június 13-i konferencia tette le végül a garast a zárt kialakítás mellett. A rakéták párhuzamos szerelhetősége miatt több magas szerelőcsarnokra és mellette, alacsonyabb műhelyekre is szükség volt, ezek száma a különböző tervekben négy és hat között változott és elhelyezésük sorban egymás mellett, illetve egymás mögött volt. A tervezéssel az URSAM építési, tervezési konzorciumot bízták meg és az ő érkezésüket követően véglegesítették, hogy négy magas szerelőcsarnokra lesz szükség, egymás mögötti elrendezésben. Egyúttal meghatározták az épület dimenzióit is. Eszerint a csarnok 160,3 méter magas, 218,39x157,89 méter (32 500 m2) alapterületű, kb. 40 emelet magas építmény lett. Oldalán a világ legnagyobb ajtajain (szám szerint 4-en) keresztül lehet közlekedni, amelyek 139 méter magasak és 43 méter szélesek lettek.
Az összeszerelő csarnok építése a gigantikus földmunkával kezdődtek, amelyeket a Gahagan Dredging Corporation nyert el. Ennek keretében elsőként a VAB tervezett helyét tisztították meg és egyengették el (majd egy héttel később kezdődött az LC–39A helyszínén a földmunka) 1962. október 31-i kezdettel. Az építés helyszíne a floridai mocsarakra jellemző terület volt, amelyet le kellett csapolni, hogy megfelelő építési helyszínként szolgáljon. Pálmafa gyökereket húztak ki és összesen 2,5 négyzetkilométeren tisztították meg a területen, összesen 894 400 köbméter földet megmozgatva. Ezt követte a legnagyobb dizájn probléma megoldása: a terület vizes, mocsaras homok alapja nem biztosított kellően erős alapot egy 160 méter magas és 35 000 négyzetméter felületű doboz számára, amelyeket várhatóan sűrűn látogatnak meg a térségen keresztül söprő hurrikánok. A szerkezet stabilitásához meg kellett erősíteni az altalajt a VAB alatt. Erre a tervezők azt a megoldást választották, hogy acél cölöpöket vernek a földbe. Szám szerint 4225 db 41 centiméter átmérőjű cölöpöt vertek az átlagosan 50 méter mélyen fekvő mészkőágyig, hogy kellőképpen rögzíthessék az épületet. Külön nehézséget jelentett, hogy a nedves homokba vert acélrudak lényegében a világ legnagyobb alkáli elemét hozták létre és meg kellett akadályozni, hogy elektrolízis induljon el a cölöpökben és a fém elkezdjen elenyészni. Ezt a cölöpök rézhuzalokkal való összekötésével és földelésével érték el.

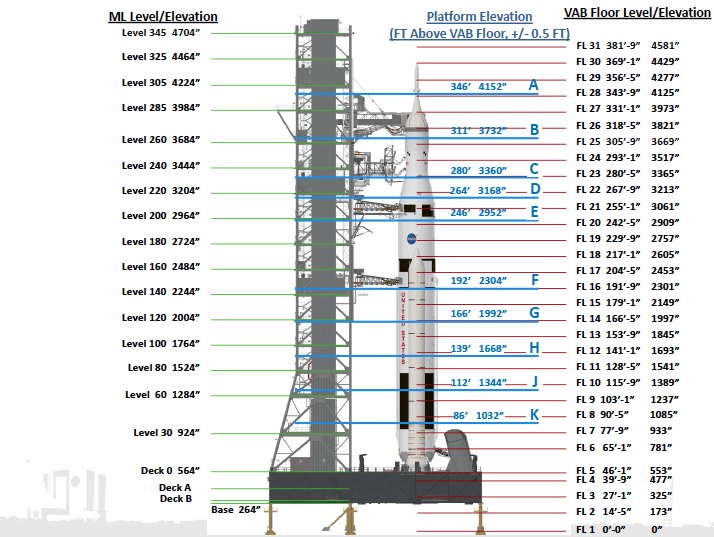
A VAB szerelőplatformjainak kiosztása a Saturn V konfigurációban

A talajelőkészítést követően kezdődhetett az alapozás, majd az acélszerkezet építése (merthogy a VAB dobozformáját acéltartós szerkezetből alakították ki, amelyet acél panelekkel fedtek be). Az alapozáshoz a földbe vert acél cölöpökhöz egy acél vázszerkezetet erősítettek, amelyet aztán betonnal öntöttek ki, ez szolgált az épület alapjául. Az alapozásra húzták aztán fel a negyven épület magas acél tartószerkezetet. Az építkezés során 49 700 köbméter betont és 100 000 tonna acélt használtak fel. A szerkezeti munkát 1964 januárjában kezdték és eredetileg 1964. december 1-i dátumot tűztek ki a befejezéshez. A csarnok szerkezete mellett kialakították a kapcsolódó épületrészek szerkezetét is, így az irodaépületet, egy nagynyomású gáztározót, raktárakat, valamint természetesen az egyéb infrastruktúrát, így a csövezést, vagy éppen a hernyótalpas szállítójármű fogadó útvonalait is. Megszületett a csarnok lelkének számító négy darab, egyenként 28x46 méter alapterületű szerelőműhely (amelyből végül csak hármat szereltek fel darukkal és egyéb, a szereléshez szolgáló berendezésekkel, a negyedik üresen maradt). Az építkezés 1965 áprilisban ért el a bokréta ünnepséghez, amikor a 160 méter magasan levő legfelső szinten egy fehérre festett gerenda befejezésével elérték a legnagyobb magasságot.
Az épület külső struktúrájával egyidőben természetesen kiépült a beltér is, a szerelőcsarnokba szánt struktúrák is létrejöttek. Így például minden magas szerelőcsarnokba öt pár szerelőplatform, amelyeket a csarnokon kívül szereltek össze (egyenként három emelet magasak és 18 méter széles dobozok voltak és a majdani rakétához való hozzáférést biztosították összeépítés közben), majd csak készen tolták be őket a csarnokba. Gőzerővel folyt az elektromos és vízvezetékek kiépítése is, az épület életre keltése. 1965. januárjában fontos részegységek érkeztek és kerültek beépítésre. Két darab 250 tonna teherbírású híddaru, valamint egy kisebb 175 tonnás daru került beépítésre, amelyekkel a Saturn V hatalmas fokozatait kellett mozgatniuk az operátoroknak. (A legendárium szerint, amikor daru operátorokat kerestek és gyakoroltatták őket a később érkező éles rakétafokozatok mozgatására, egy hatalmas, vízzel teli fémtartály emelését gyakoroltatták velük és az felelt meg, aki a több tíz tonnás tartályt úgy tudta rátenni egy tojásra, hogy az nem tört össze.) Az épület külső munkáinak befejezését jelentő bokréta avatót 1965. április 14-én tartották, bár ekkor még rengeteg munka volt hátra. A második hivatalos ünnepséget 1965. május 26-án tartották, amikor beköltözhetőnek nyilvánították a létesítményt. ezt követően mintegy 7000 NASA alkalmazott vette birtokába a VAB-ot.

### Indítások a Holdhoz

#### AS–500F

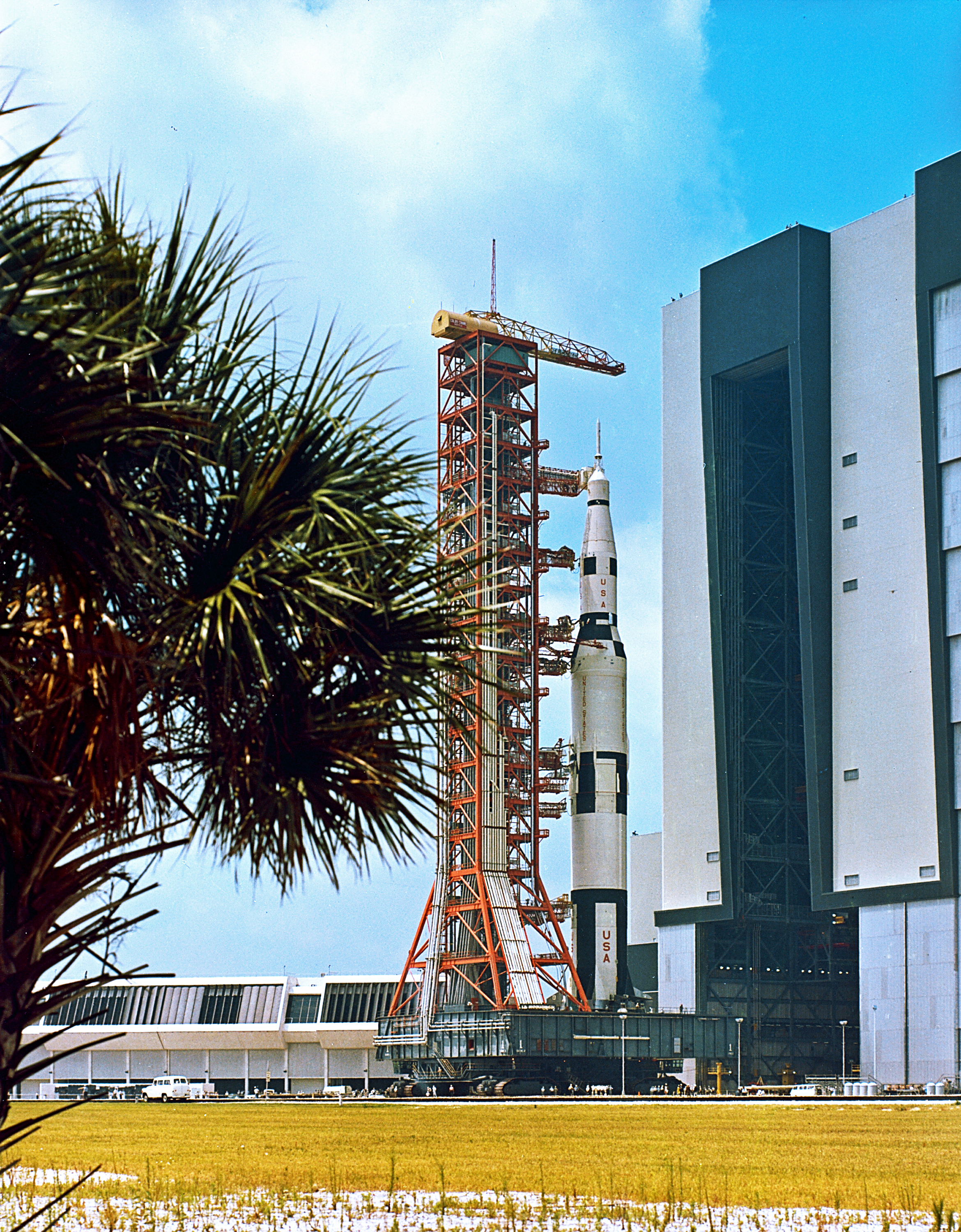
Az AS–500 éppen kigördül a VAB hatalmas ajtaján

A VAB operatív története, amelyben már űrhajókat szereltek össze az AS–500F kísérlettel kezdődött. Az AS–500F gondolata még 1962-ben merült fel, hogy létre kéne hozni egy olyan felmérést segítő eszközt, amellyel ki lehet próbálni a rakéta fokozatainak összeszerelését, annak ráillesztését az indító platformra, mobil indítóállások működését, majd az üzemanyagfeltöltő rendszer elemeit és a különböző egyéb csatlakozásokat, amelyekkel a rakétát és az indítóállványt kellett összekötni. Ez az eszköz egy életnagyságú, sok tekintetben működőképes, de összességben csak egy mérethű makett volt, amelyben mindegyik fokozat persze csak utánzat lett volna, ám külső jegyeiben, illetve a tesztelni kívánt paramétereiben (pl. tartálykapacitás) ugyanolyannak kellett lennie mint az igazi. A tervek szerint a rendben összeszerelt rakétát összeszerelték volna és felállították volna a vadonatúj indítóállásban és az egész próba csúcspontjaként következhetett volna egy ún nedves teszt (wet test), amelyben a rakéta tartályait töltötték volna fel.
A teszt keretében az összeszerelés első lépésére 1966. március 15-én került sor, amikor a csarnok 1-es számú szerelő öblében megkezdték az S-IC-F (F, mint fake, azaz másolat) fokozat beemelését az 1-es számú mobil platformra. Ezt tíz nap múltán, 1966. március 25-én követte az S-II-F függőleges beemelése az első fokozat tetejére és a harmadik fokozat helyére emelése is megtörtént a hónap vége előtt. Mindezenközben a mobil indítóállvány kipróbálását is megkezdték, egyelőre üresen, a 3-as mobil állványt állították fel az indítóálláson és a platform illetve az indítóállvány kapcsolódási pontjait próbálták ki, valamint a starthoz használt elárasztó rendszerrel ̣̻1 135 000 liter vizet pumpáltak a torony alá. Ezt követően három hétnyi tesztelés várt még a VAB-csarnokban a rakétára, ezek elsősorban elektromos áramellátási tesztek voltak, majd a rádióadás, a pneumatikus rendszerek, az üzemanyagrendszerek tesztjei jöttek sorra, illetve teljeskörűen tesztelték az RCA–110 jelű számítógépet, amelyet a kilövésirányítás használt. 1966. május 25-én a rakéta ünnepélyesen kigördült a VAB-csarnokból a mobil indítóállvány és a hernyótalpas szállítójármű hátán, pontosan az Apollo-program John F. Kennedy elnök általi bejelentésének 5. évfordulóján.

#### Apollo–4 – Apollo–6
A program előrehaladásával újabb, ezúttal már repüléssel is végződő, éles tesztel következtek, amelyek egyben az infrastruktúrával, így a VAB-csarnokkal szemben támasztott követelmények teljesülésének tesztjei is voltak. Az Apollo–4-gyel az első repülőképes óriásrakétával végzett tesztrepülést a NASA, így a VAB személyzetére az a feladat hárult, hogy első ízben készítsenek fel repülésre egy teljes értékű Saturn V rakétát. A tesztet a véget nem érni akaró csúszások jellemezték végig. Az első részegység, ami Cape Kennedyre érkezett, az S-IVB volt, ezt egy Guppy teherszállító repülőgép hozta 1966. augusztus 14-én. A következő héten az IU is megérkezett. 1966. szeptember 12-én – a Gemini–11 startjának napján – a Poseidon nevű bárka is befutott a Banana Riveren a legnagyobb részegységgel, az S-IC-vel. Ekkor az S–II érkezését 1967 januárjára, a startot pedig áprilisra becsülték a szakemberek. Azonban ez is hamisnak bizonyult, amikor az átadásra kész S–II-n ismét hibákat fedeztek fel. Közben a CSM–017 jelű hibrid űrhajó (amely alapvetően Block I volt, ám számos Block II jellemzővel is rendelkezett) megérkezett és rá is szerelték az S-IVB-re. Az S-II-re egészen 1967. január 21-ig várni kellett. Az Apollo–1 tűzesete mindent hátravetett. A már összeszerelt űrhajórendszert meg kellett bontani és a parancsnoki hajót leszerelni a kész rakéta tetejéről. Az űrhajót érintő átalakítások ideje alatt az S-II-n is újabb hibákat fedeztek fel – az üzemanyagtartályon hajszálrepedések keletkeztek –, ami miatt ezt a részegységet is le kellett szerelni. Az ellenőrzések júniusra értek véget és a végszerelés, amikor újra helyére kerültek a hibás részegységek, 1967. június 20-a értek véget. A rakéta végül 1967. augusztus 26-án gördült ki a VAB-csarnokból.
Az Apollo–6-nál is további hangsúlyos cél volt az összeszerelő és logisztikai potenciál újabb elemeinek kipróbálása (az eredeti tervek szerint az összeszerelési, logisztikai és felbocsátási potenciált úgy alakították ki, hogy egyszerre több indítást is elő lehessen készíteni párhuzamosan az oroszokkal vívott verseny miatt, így több lehetőség is rendelkezésre állt az űrhajó előkészítésére, ezek hardverét akarták kipróbálni, hogy éles helyzetben valóban használható-e). Így az Apollo–6-ot a VAB-csarnok 3-as csarnokában szerelték össze, az indítóállásban a 2-es számú mobil indítót, valamint a 2-es kilövés irányító központot használták. A VAB-ot úgy tervezték, hogy egyszerre 4 db Saturn V-öt is tudjanak benne építeni egyidőben, azonban egyszerre csak egyetlen példány tesztelésére volt lehetőség. A VAB kitűnőre vizsgázott a teszteken (igaz a Saturn V majdnem elbukott ezen a második, egyben utolsó emberek nélküli tesztrepülésen.

#### Apollo–8 – Apollo–17

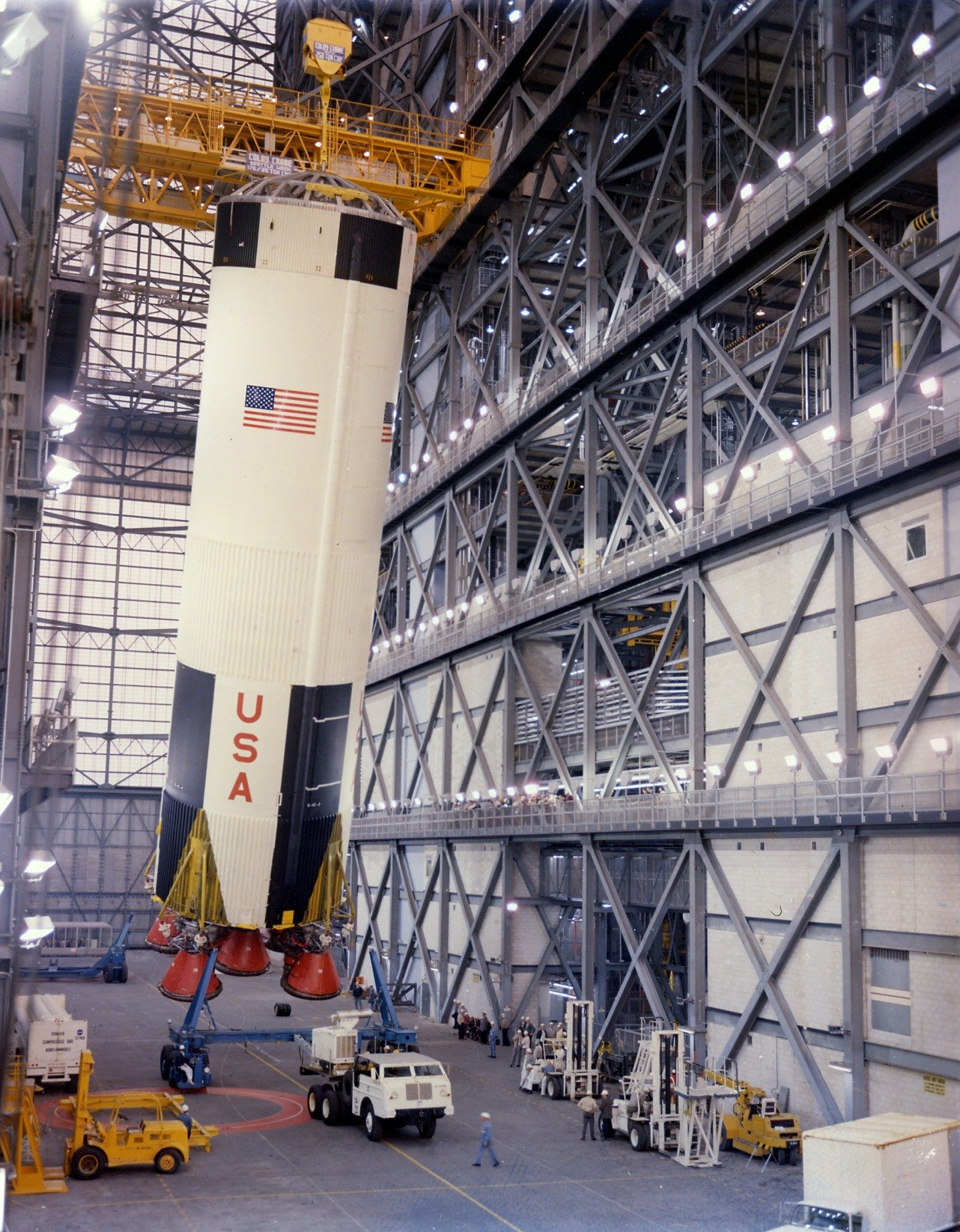
Az Apollo–8 AS-504 Saturn V-jének S–IC első fokozata a VAB-csarnokban beemelés közben

A VAB-csarnokban végzett műveletek az Apollo–6-ot követően áttértek a tesztelésből az éles, üzemszerű működésre. Az eredeti tervek szerint akár kéthetente indítható lett volna a Hold felé egy-egy űrszerelvény, ám a szovjetek láthatóan nem tudták felvenni a versenyt a NASA diktálta tempóval, így erre a frekvenciára nem került sor. Helyette az Apollo–7 és az Apollo–11 között nagyjából kéthavonta készült el egy-egy rakéta a felszállási előkészületekkel és bocsátotta fel őket az űrhivatal. A legtörténelmibb repülésre, az Apollo–11-gyel, 1969 júliusában került sor, amelynek a VAB-ot érintő része 1969. május 20-án ért véget, akkor gördült ki az AS–506 jelű Saturn V a CSM–107 jelű Apollo űrhajóval és az LM–5 jelű holdkomppal (amelyek Columbia és Eagle néven vonultak be a történelembe) a szerelőcsarnokból.
A felbocsátások frekvenciája a sikert követően jelentősen lelassult, a második és a harmadik start idejére négy hónapos időközökre nyúlt a felkészítési idő, majd részben az Apollo–13 kudarca, majd a program politikai indíttatású átírása révén ezek az időközök még tovább nyúltak, az utolsó két indítás között 8 hónaposra is elnyújtva a felbocsátások közötti szünetet. A program során így végül nem volt soha szükség két rakéta, illetve űrhajó párhuzamos összeépítésére, felkészítésére, amelyre a kapacitás eleve kiépült. Az utolsó indítás a Holdhoz (egyben a VAB utolsó fellépése a program keretében) az Apollo–17 expedíció volt 1972 decemberében. Összesen 1967-1972 között 12 a VAB-ban épült Saturn V-öt indítottak útjára, amelyből 8 űrhajó jutott el a Holdhoz és 6-nak az utasai le is szálltak annak felszínére. Ezek közül egyetlen olyan eset volt – az Apollo–13 –, amikor szerelési hiba támadt a repülés során, bár ezt sem a VAB-ban követték el, hanem azt megelőzően a CSM-109 űrhajó gyártóhelyi végszerelése során.

### A Skylab–program

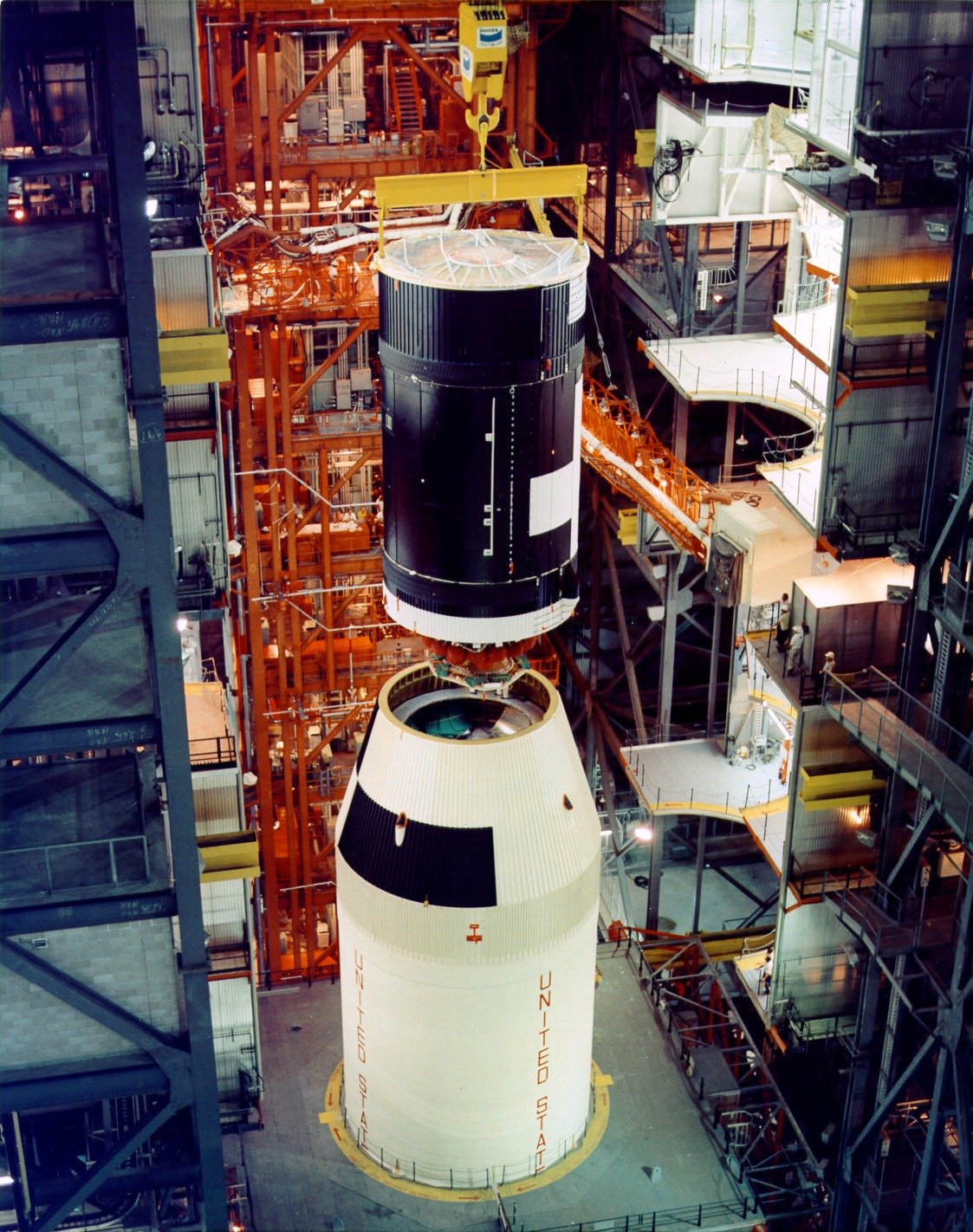
A Skylab űrállomás a Saturn V-re építése közben 1972. szeptemberében

A NASA még 1966-ban útjára indította az Apollo Application Programot, amelyben az Apollo-program során fejlesztett eszközök bázisán a holdprogram utáni lehetséges űrprogramokat állították össze. Ezek legmegvalósíthatóbb része egy űrállomás elkészítéséből és felbocsátásából, majd hosszútáv használatából állt össze. 1970-ben ezt a programot átkeresztelték Skylab-programmá és belevágtak a megvalósításába. Bár az űrállomás elképzelése a meglevő Apollo hardver újrahasznosításából származott mégis merőben új kihívások elé állította a holdprogram expedícióhoz igazított kiszolgáló infrastruktúrát. Az űrállomásprogram mindjárt két ilyen kihívás elé.
A fejlesztések egyik iránya maga az űrállomás és annak felbocsátása volt. A tervezők azt az ötletet valósították meg, hogy egy Saturn V harmadik fokozatot, egy S–IVB-t alakítanak át, hogy az fenn keringő űrállomásként funkcionáljon. A felbocsátást úgyszintán egy Saturn V biztosította, ám értelemszerűen nem három fokozatúként, mint az a Holdhoz vezető repülések során tette, hanem csak két fokozatú rakétaként, amelyen a harmadik fokozat ezúttal nem aktív rakétakomponens volt, hanem maga a hasznos teher. Ám ez az új kiépítés merőben új kihívások elé állította az eszközöket repülésre felkészítő személyzetet. Változtak a rakéta és hasznos tömeg méretei, a bekötési pontok elhelyezkedése, ehhez mind alkalmassá kellett tenni a csarnok szerelőállványait és aktualizálni az összeállítási folyamatokat, hogy hibamentesen lehessen összeállítani az új célnak megfelelő űreszközt.
A másik irány az űrállomást működtető személyzet feljuttatása volt. Mivel ennek során egyetlen Apollo űrhajót kellett csak Föld körüli pályára juttatni, a NASA visszatérhetett 1967-68-ba, amikor ugyanígy indított tesztrepülésre Apollo űrhajókat: nem volt szükség az óriásrakétára, ebben a konfigurációban elegendő volt Saturn IB rakétákat indítani. A Saturn IB rakéták azonban nem a Mobil Indítási koncepció jegyében születtek és repültek, felkészítésük a 34-es és 37-es indítóállásban történt és nem volt szükség hozzájuk sem a VAB-ra, sem az LC–39 indítóállásokra. Azonban mivel az Apollo–program során nem volt szükség sokáig a 34-es és 37-es indítóállásból indítandó kisebb rakétákra, így az indítóállásokra sem, az azokat üzemeltető személyzet kb. 87%-át a Kennedy Űrközpont korábban leépítette és csak a 39-es indítókomplexum működéséhez maradt számottevő személyzet. Ezek átképzése és az egész folyamat újraszervezése helyett a NASA úgy döntött, hogy a Saturn IB összeállítását is beviszi a VAB-csarnokba. Ehhez, tekintve, hogy a kisebb rakéta 43 méterrel volt alacsonyabb a nagy testvérénél, egy állványt szerkesztettek a rakéta alá, hogy azt a Mobil Indítóállványra szerelhessék és a Saturn V-höz méretezett támkarok a lehető legkisebb átalakítással alkalmazhatók legyenek. A szerkezetet a köznyelv „Fejőszék” néven emlegette a későbbiekben. A VAB-ban aztán az ezen az elven áttervezett módon szerelték össze az Apollo űrhajót a Saturn IB-vel.

### A Space Shuttle-program

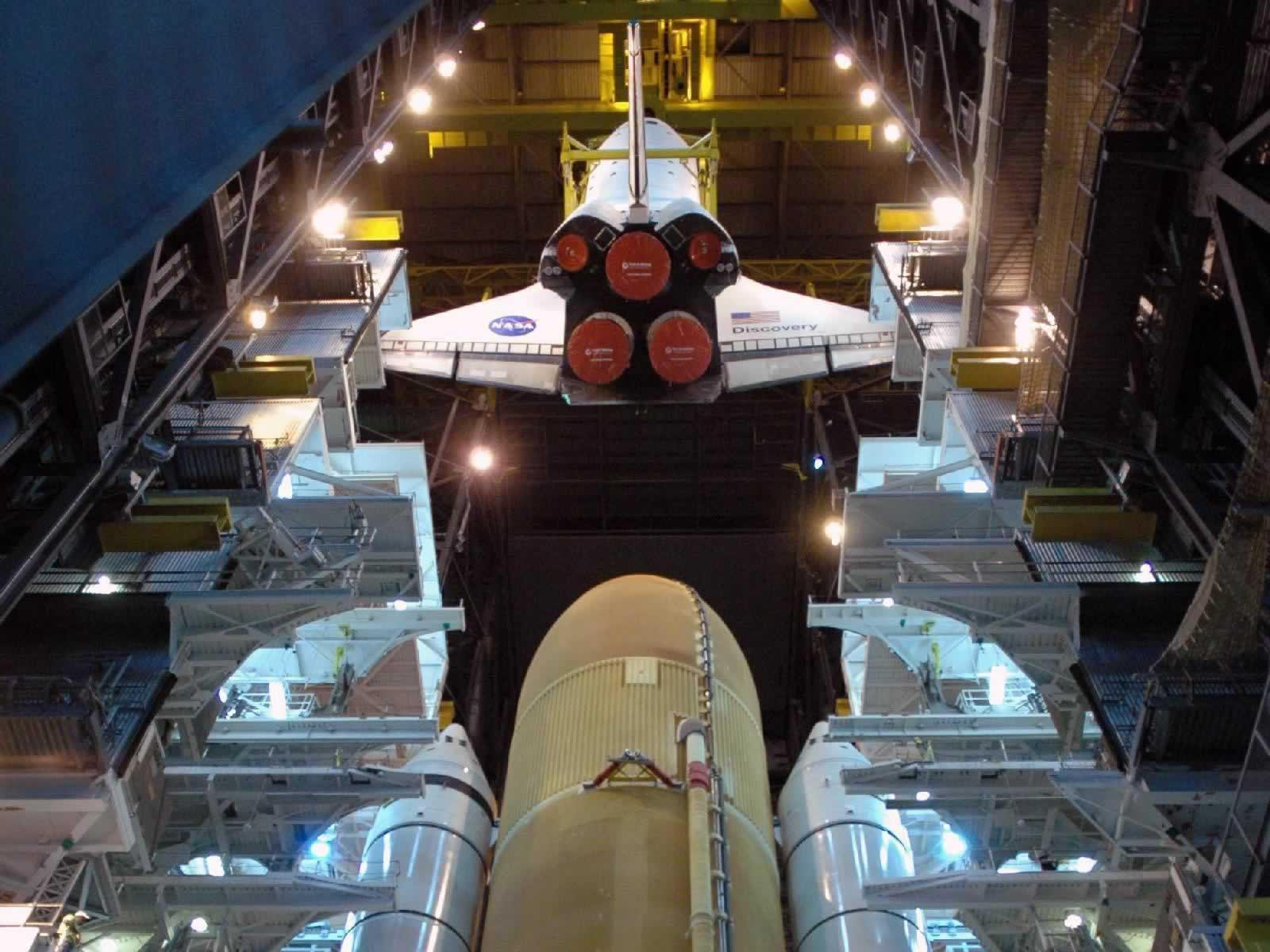
Az orbitert emelik összeillesztéshez a külső üzemanagtartállyal és az előzőleg már ráillesztett szilárd hajtóanyagú gyorsítórakétákkal a VAB-csarnokban

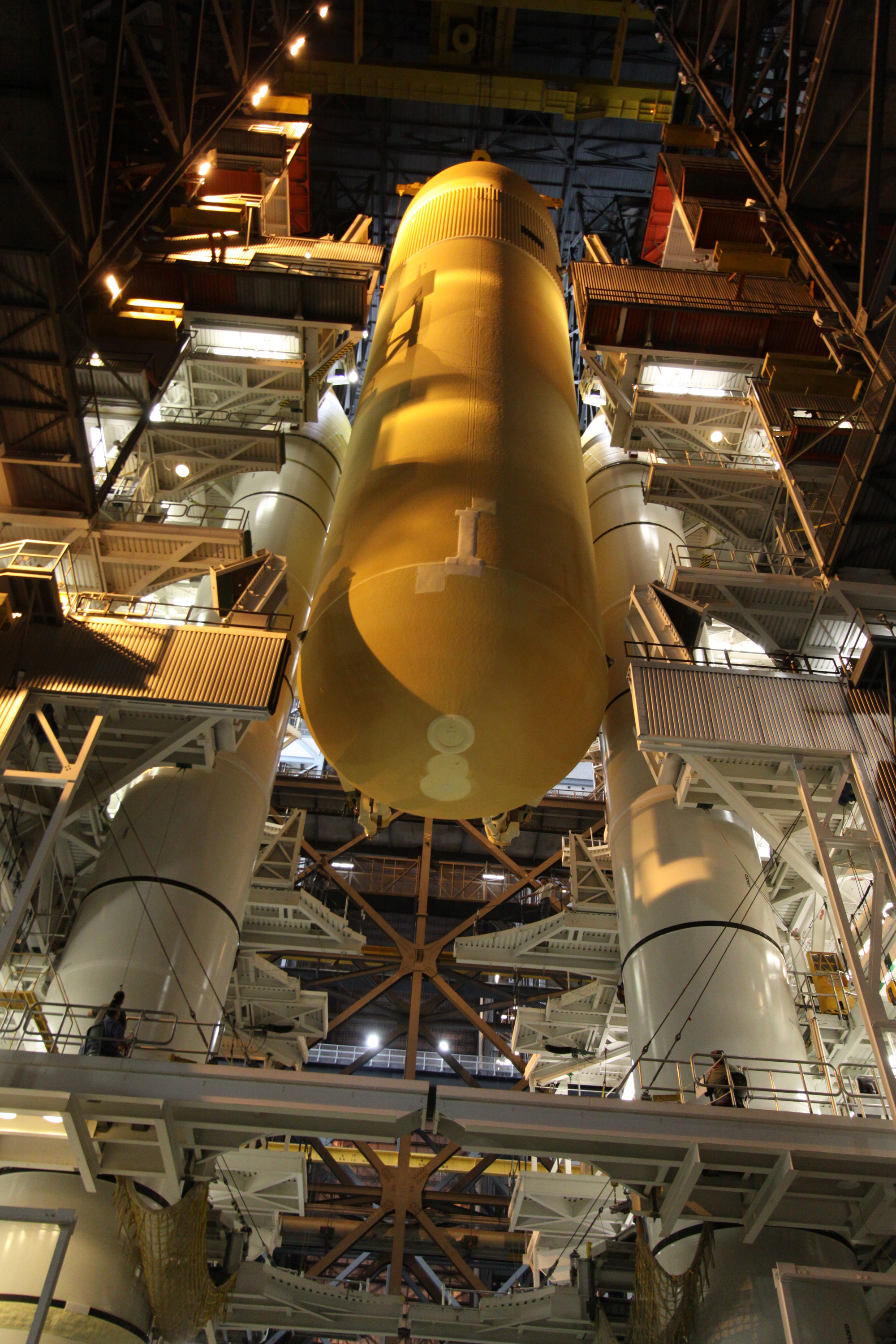
A külső tartály emelés közben a VAB-ban

A Space Shuttle repülései a VAB életébe is változásokat hoztak. A Mobil Indítási Koncepciót életre hívó űrversenybeli sietség immár nem volt közvetlenül a szempontok között, hiszen nem kellett mindenáron siettetni a felszállások közötti időket. Pontosabban a NASA eredetileg évi 24 repüléssel számolt, azaz kéthetente egy repülésre felkészített űrhajónak kellett kigördülnie a VAB hangárából, ami meghaladta a Saturn V összeszerelésével kapcsolatban támasztott követelményeket, ám ennek a frekvenciának végül a közelébe se jutott el az STS rendszer. Így végül összességében a felbocsátások időrendjére vonatkozó elméleti szempontok és a rendelkezésre álló hardverek kijelölték, hogy a NASA nem szakít a korábban alkalmazott indítási koncepcióján, csak kissé átalakítja hozzá a kapacitásait.
Az orbiterek és a felbocsátásukhoz szükséges STS rendszer elemeinek (külső üzemanyagtartály, szilárd hajtóanyagú gyorsítórakéták) összeszerelését és felkészítését több helyszínre osztották szét. Az űrrepülőgépek szerelése az ún. Orbiter Processing Facility-ben (OFP – Orbiter Szerelő Műhely) kezdődött, ahol repülőkésszé tették az űrhajót, mielőtt azt rászerelték volna a külső üzemanyagtartályra. (Az OFP lényegében egy nagy hangár volt a VAB közelében, három elkülönített szerelőcsarnokkal és itt végezték el az orbiterek felkészítését, mielőtt a VAB-ba szállították volna.) A szintén többször felhasználható szilárd hajtóanyagú rakéták sem a VAB-ba kerültek elsőként. A tengerből való kihalászásuk után előbb a Norton-Thiokol üzemében újratöltötték hajtóanyaggal, majd a Kennedy Űrközpontba szállították, ahol Rotation Processing and Surge Facility-ben (RPSF – Fordító Felkészítő és Feltöltő Műhelybe került) és csak az itteni munkálatokat követően szállították a VAB-ba. Az egyetlen részegység a külső üzemanyagtartály volt, amely közvetlenül a VAB-ba került.
A VAB-csarnokot kialakításában nem változtatták, csak az egyes területek felhasználását alakították át. Ennek megfelelően az I-es és III-as magas szerelőcsarnokot használták a továbbiakban az STS rendszer végszerelésére, a II-es és IV-es szerelőcsarnok pedig tárolóhelyként funkcionált tovább, ahol a külső üzemanyagtartályokat és a gyorsítórakétákat tárolták a szerelés előtt, illetve magát a repülésre váró orbitert is itt helyezték el. Egy szerelési ciklus az előző küldetésről való visszatérést követően kezdődik. Már az ún. Shuttle Landing Facility-n (SLF – Űrrepülőgép Leszálló Létesítmény, lényegében a Cape Canaveralen kiépített leszállópályán) elkezdődött, ahol az űrrepülésről visszatért űrhajót fogadták és végezték el rajta a leszállás utáni műveleteket (mérgező gázok leengedése, megmaradt hidrogén és oxigén lefejtése, a rendszerek levegővel való átszellőztetése, stb.). ezt követően került az orbiter az Orbiter Szerelő Műhelybe, ahol kiszerelték az előző repülésből maradt rakományt és elkezdték az új feladathoz szükséges felszerelések beillesztését a raktérbe. Eközben az orbitert állványokra állították és a futóműveit bevonták. Teljesen kiürítettek minden rendszert (az üzemanyagcellák cseppfolyós gázait, a létfenntartó rendszer gáznemű és folyékony anyagait), a hulladékokat és szükség esetén javításra küldték az árhajó egyes fontosabb rendszereit, mint pl. a kormányrendszer fúvókáit. Megtörtént a hővédő csempék szükséges átvizsgálása és cseréje is. Ezt követően került át az űrrepülőgép a VAB-csarnokba.
Az űrrepülőgép a VAB szállítófolyosójára (TE – Transfer Aisle) érkezett, ahol az egyik 250 tonnás daru függőlegesbe állította. Ezután gördítette a daru a kívánt magas szerelőcsarnokba, ahol már várta a felállított külső üzemanyagtartály és a két gyorsítórakéta, amelyeket előzőekben már ráerősítettel az egyik Mobil Indítóplatformra. Az orbitert rászerelték a külső tartályra, majd a mozgatható szerelőplatformokat (amelyeket az Apollo-korszakot követően a shuttle méreteihez és dimenzióihoz alakítottak át) odatolták az űrrepülőgép mellé és elvégezték a végső szerelési munkákat, illetve a rakomány beillesztését. Amikor ez a művelet kész volt a szerelőplatformokat visszavonták és az űrrepülőgép kigördülhetett a VAB nagy ajtaján a szabadba, úton valamelyik a 39-es indítóállás felé.
A shuttle-érához köthető az épület külső megújulása is. 1976-ban, az USA bicentenáriumi ünnepségeinek keretében Cape Canaveralen megrendezték a Bicentennial Exposition on Science and Technology (Bicentenáriumi Tudományos és Műszaki Kiállítás) című rendezvényt, amelynek egyik attrakciójaként az addig dísztelen épülethomlokzatra egy óriási amerikai zászlót és egy bicentenáriumi csillagot festettek. A zászló 64x33,5 méteres méretű, a rajta levő piros sávok olyan szélesek, mint egy országút egy-egy sávja (a Cape Canaveral-en vezetett látogatótúrákon használt busz tudna rajtuk közlekedni). A zászló mellett egy bicentenáriumi csillagot is felfestettek hasonlóan óriási méretben az épület homlokzatára. 1998-ban a csillagot átfestették és a helyét átvette a NASA – a köznyelvben húsgolyónak csúfolt – kék logója.

### Napjaink
A Space Shuttle program kényszerű leállításával 2011. július 8-ától – az Atlantis űrrepülőgép utolsó leszállásától – az USA-nak nem maradt embert szállító űrhajója, amelyet felbocsáthatott volna, így a 39-es indítókomplexum, benne a VAB-csarnok munka nélkül maradt. Elvileg a folytonosságot a Constellation program 2004. január 14-i, George W. Bush elnök általi bejelentése biztosította volna, amelynek keretében az Orion űrhajót használta volna a NASA az új feladatai – az újbóli leszállás a Holdon, majd a Mars meghódítása és távolabbi célok, például egy aszteroidán való leszállás – megvalósítására. A tervek szerint az új űrhajó új hordozórakétát, az SLS rendszert kapott volna, amelynek dimenziói hasonlóak lettek volna a Saturn V-höz, vagy az STS rendszerhez. Ezzel a VAB-csarnok megújulva tovább szolgálhatta volna az Egyesült Államok űrtevékenységét. Később azonban politikai megfontolások elsodorták a programot és Barack Obama elnök 2010. október 10-i bejelentésével a fejlesztések megszakadtak.
Az USA új űrdirektívája szerint a legújabb korszakban az állam szerepét csökkenteni igyekeznek az űrtevékenységben és nagyobb szerepet szánnak a magán űripar szereplőinek. Ennek keretében a SpaceX kötött szerződést a NASA-val az űrkikötő magáncélú felhasználására, a Falcon 9 és Falcon Heavy rakéták indítására, ám a cég a saját útját választotta az infrastruktúrát illetően és nem használja a VAB-csarnokot. A kihasználatlanul álló VAB-csarnok hasznosítására a NASA ezért 2015. június 16-án kiírt egy tendert, amely bérbe adta volna a csarnok 2-es számú magas szerelőcsarnokát. A tenderre jelentkező Orbital ATK céggel 2016-ban kezdődtek meg a tárgyalások a hasznosításra.

## Az épület kialakítása

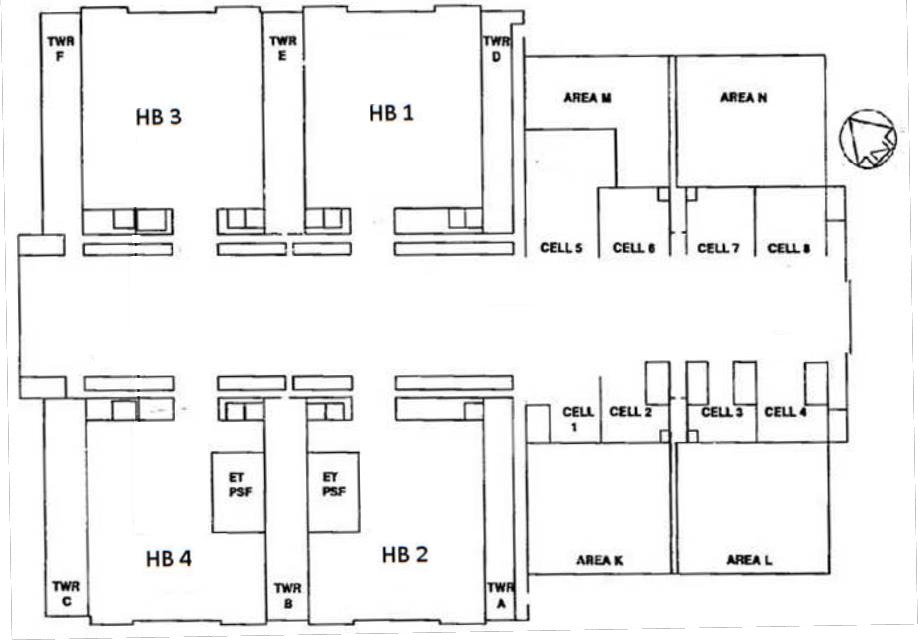
A VAB alaprajza

Az épület 218,39x157,89 méter (32 500 m2) alapterületű, 160,3 méter magas, doboz formájú létesítmény. Területét két nagy logikai egységre lehet osztani: a 160 méter magasságú magas szerelőcsarnokra (High Bay) és a 64 méter magas alacsony szerelőműhelyre (Low Bay). Az egész épületen keresztül húzódik az ún. Szállító folyosó (Transfer Aisle), a Low Bay oldalán ide érkeznek, még vízszintesen a vízi úton, vagy repülőgéppel, vagy egyéb más módon érkező rakéta- és űrhajó komponensek, amelyeket daruk segítségével mozgatnak, majd állítanak függőlegesbe a magas csarnokban. A folyosóról nyílik a magas csarnokban négy egyenlő méretű szerelőcsarnok, négy terem (Bay I-II-III_IV), amelyben a rakéták és űrhajók függőleges összeszerelése zajlik (illetve a shuttle-érában az egyes óriás részegységek tárolását is megoldották). Az idők során csak három ilyen termet szereltek fel mindennel – darukkal, szerelőplatformokkal, irodákkal –, míg a negyedik üresen maradt, majd az űrsikló-korszakban ez kettőre redukálódott. A magas szerelőcsarnok összesen öt híddaruval rendelkezik, amelyekből egy 325 tonna, kettő 250 tonna kapacitású, illetve további 136 emelőszerkezettel is bír a részegységek mozgatásához és beemeléséhez.
A magas csarnokokon belül különböző mozgatható szerviz struktúrák helyezkednek el, amelyek illeszkednek az éppen szerelt űrjármű formájához és magasságához. Ezeken a szerkezeteken alakították ki a kisebb irodákat is, amelyekben az éppen épített űrszerelvény beszállítói kaptak helyet, annak megfelelően, hogy hova esik az általuk szállított részegység (így például a Boeing irodái az S–IC szintjein, a North Americanéi pedig az S–II szintjein voltak a Saturn V idején). A magas szerelőcsarnokokból négy, a világ legnagyobb ajtajainak számító nyílászárón lehet kijutni a szabadba, amikor a kész űrszerelvényeket kell az indítóállásba szállítani. Egy-egy ajtó szélessége 43 méter és magassága 139 méteres. Ezek az ajtók ellenállnak a 230 km/h-ás, hurrikánok keltette szeleknek is és még 120 km/h-ás szélben is nyithatóak.
A csarnok fontos paramétere a belső hőmérséklet és páratartalom. A megfelelő paraméterek fenntartására összesen 40 MW teljesítményű légkondicionáló rendszer felügyel, amely 125 ventilátoron keresztül éri el a kívánt hatást. A csarnok levegője minden órában lecserélődik és négy hatalmas légkezelő gondoskodik a megfelelő páratartalomról. Egyes források szerint az épület olyan hatalmas, hogy saját időjárása van, párásabb napokon esőfelhők jönnek létre a mennyezet alatt (bár a légkezelőknek pont az a funkciója, hogy az ehhez szükséges párát minimalizálják).
Az alacsony csarnokokban végzik a karbantartási és előkészítési feladatokat a kisebb részegységeken. A kisebb csarnok alapterülete 84,5x134,7 méter és a 64 méteres magasságú térbe egy 16 méter magas ajtón át lehet bejutni. Ezt a csarnokot is a Szállító Folyosó osztja ketté és az egyes részcsarnokok – szám szerint itt is négy – a folyosóra nyílnak. Általában főként hajtóművekkel kapcsolatos szerelési műveletek zajlanak itt. Ezen a területen találhatók az ún. Tiszta Szobák is, amelyekben az érzékenyebb szerelési műveletek is zajlanak és szűrőkkel a lehető legnagyobb por és biológiai szennyeződés mentességet (USA sztenderdek szerint 100 000 SSPF tisztaságot tartanak fenn. A shuttle-korszakban a Low Bay volt minden érkező űrrepülőgép fogadóhelye a VAB-on belül (ehhez például ki kellett szélesíteni az ajtóit, mivel a szárnyak miatt az űrsikló nem fért volna be).

## Galéria

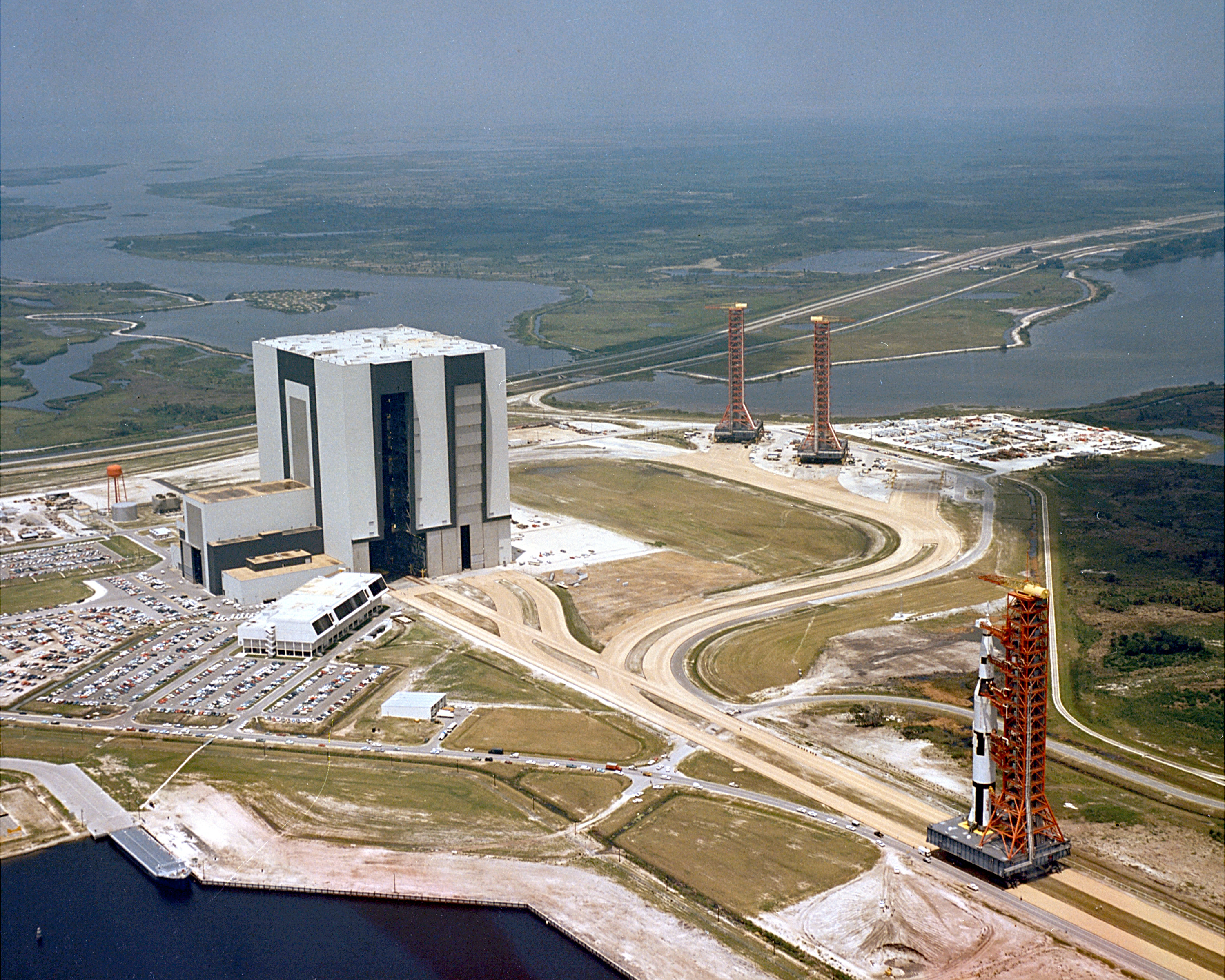
A VAB egy légi felvételen, ahogy az AS–500F tesztrakéta első ilyenként elhagyja az épületet
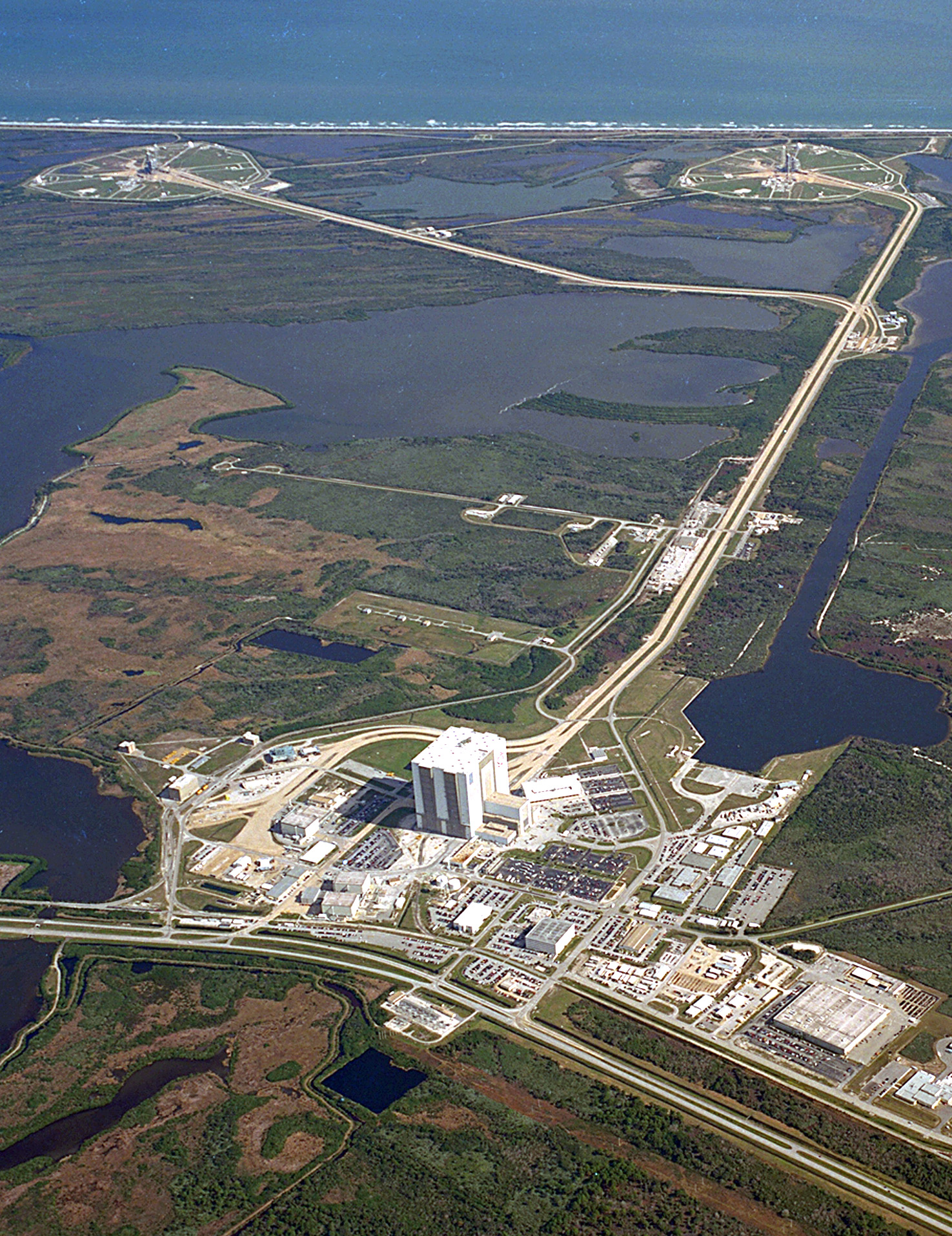
Légi felvétel a teljes 39-es indítókomplexumról, alul a VAB-bal
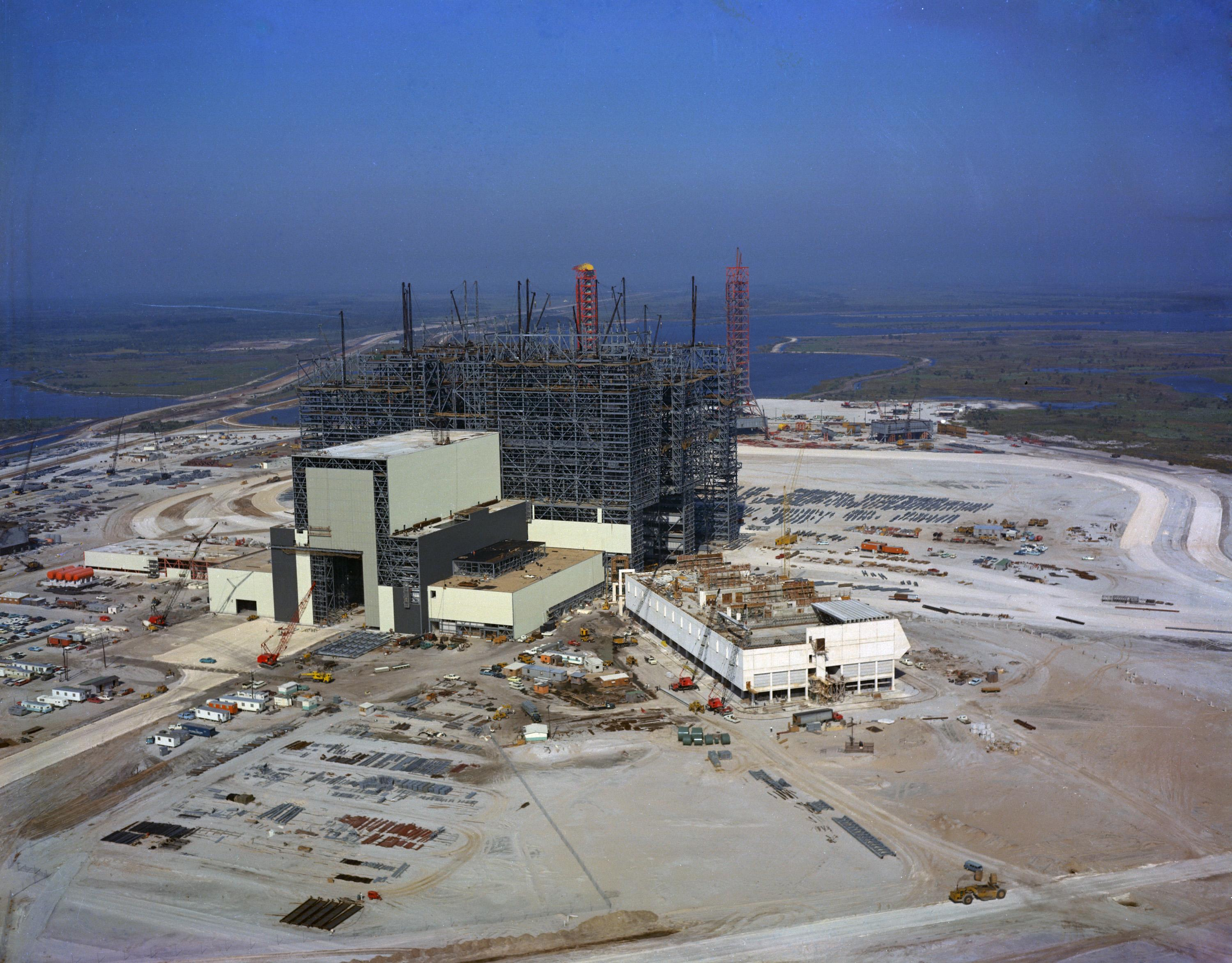
A VAB és a Kilövésindító Központ még építés alatt
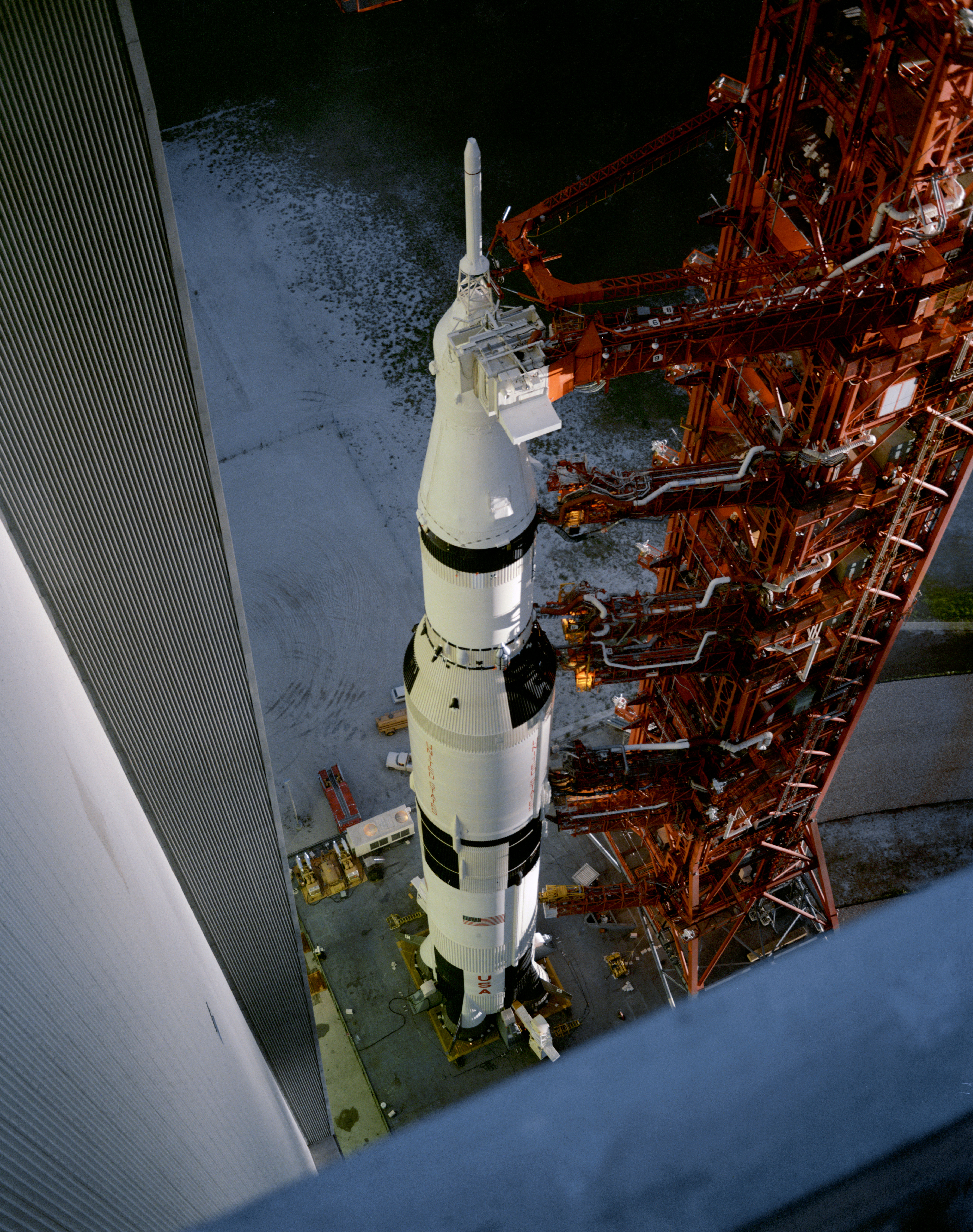
Az Apollo–12 kigördül a szerelőcsarnokból (az épület tetejéről nézve)...
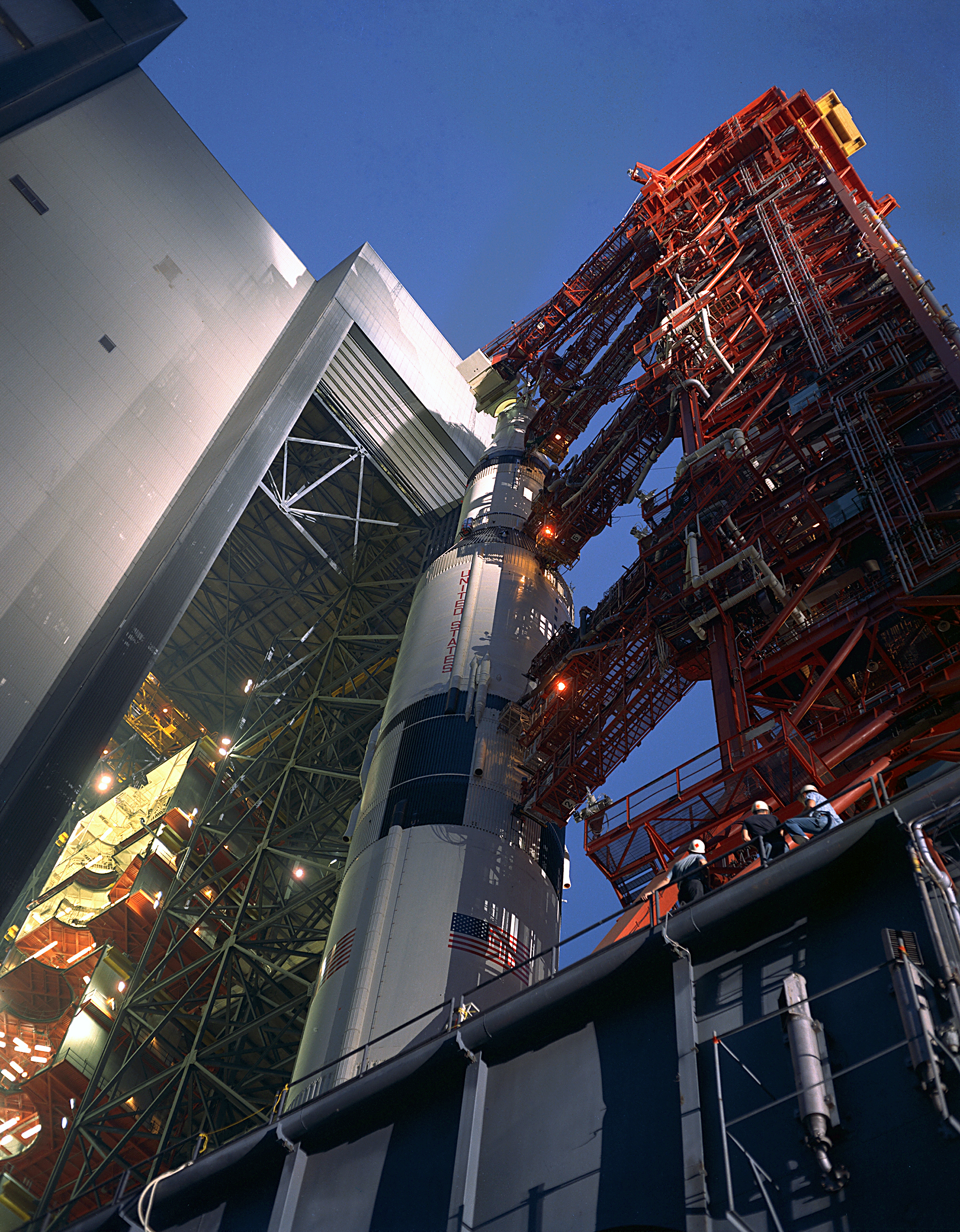
...és ugyanaz a földről szemlélve
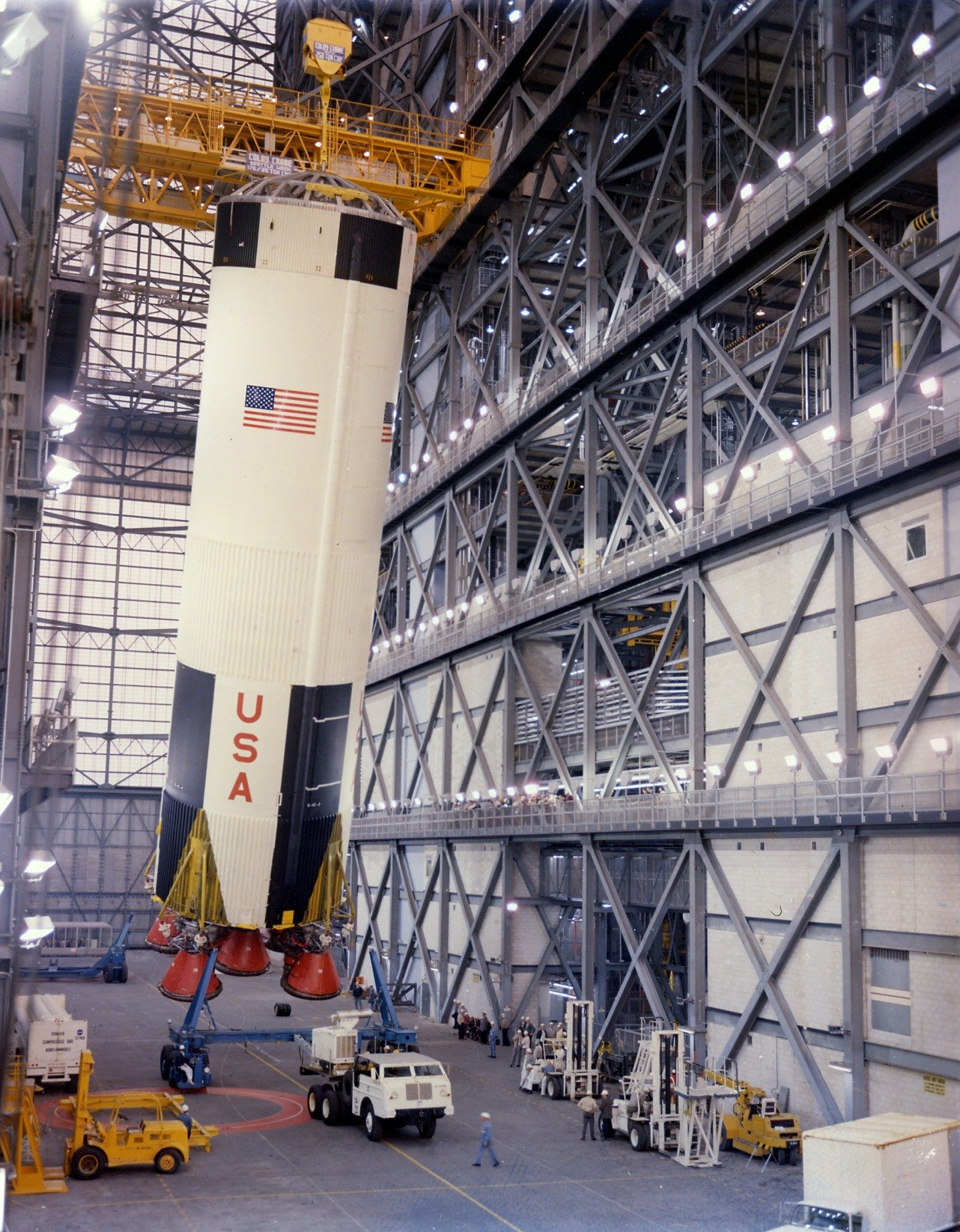
Folyik az Apollo–8 összeszerelése
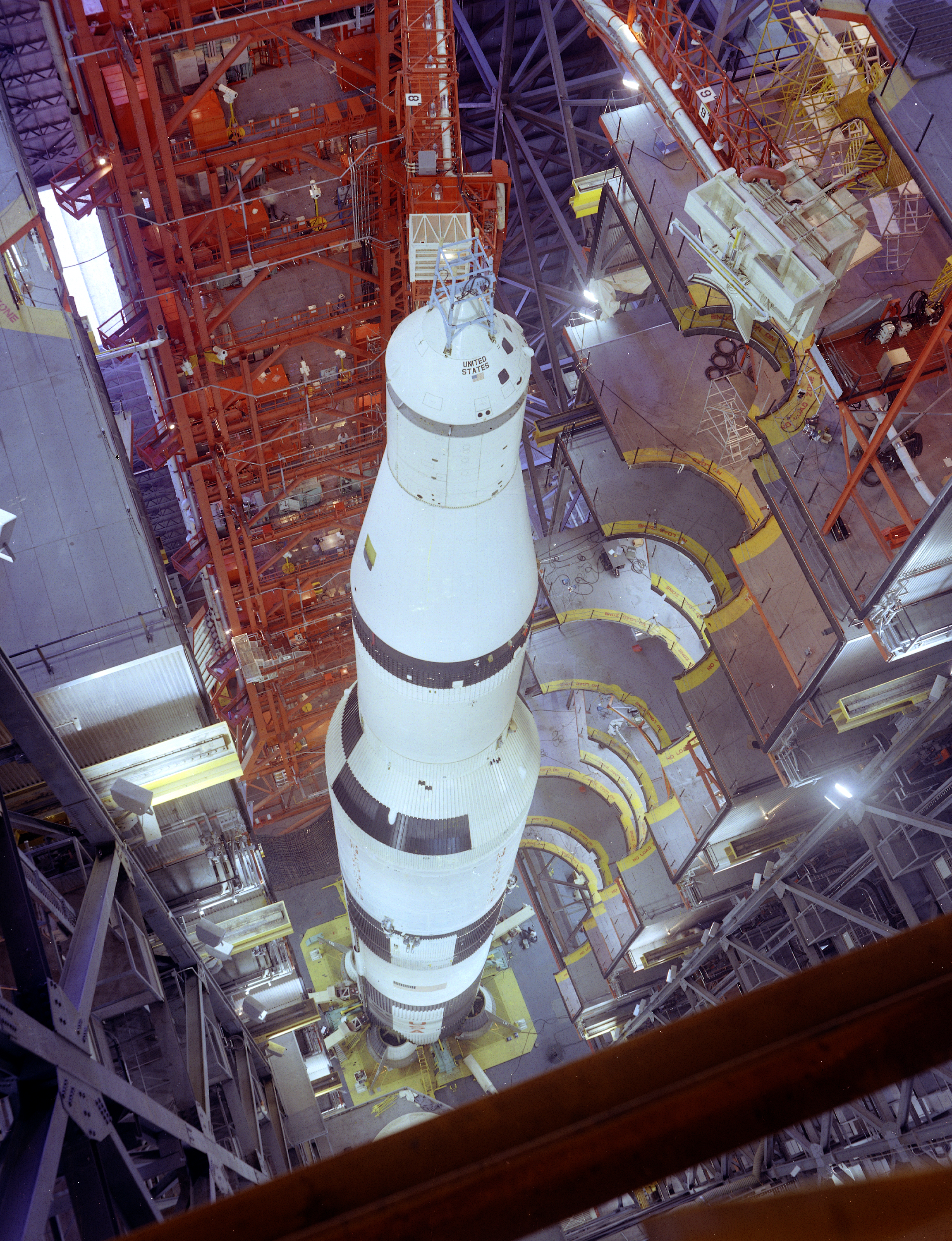
Egy elkészült Saturn V várja, hogy kigördítsék
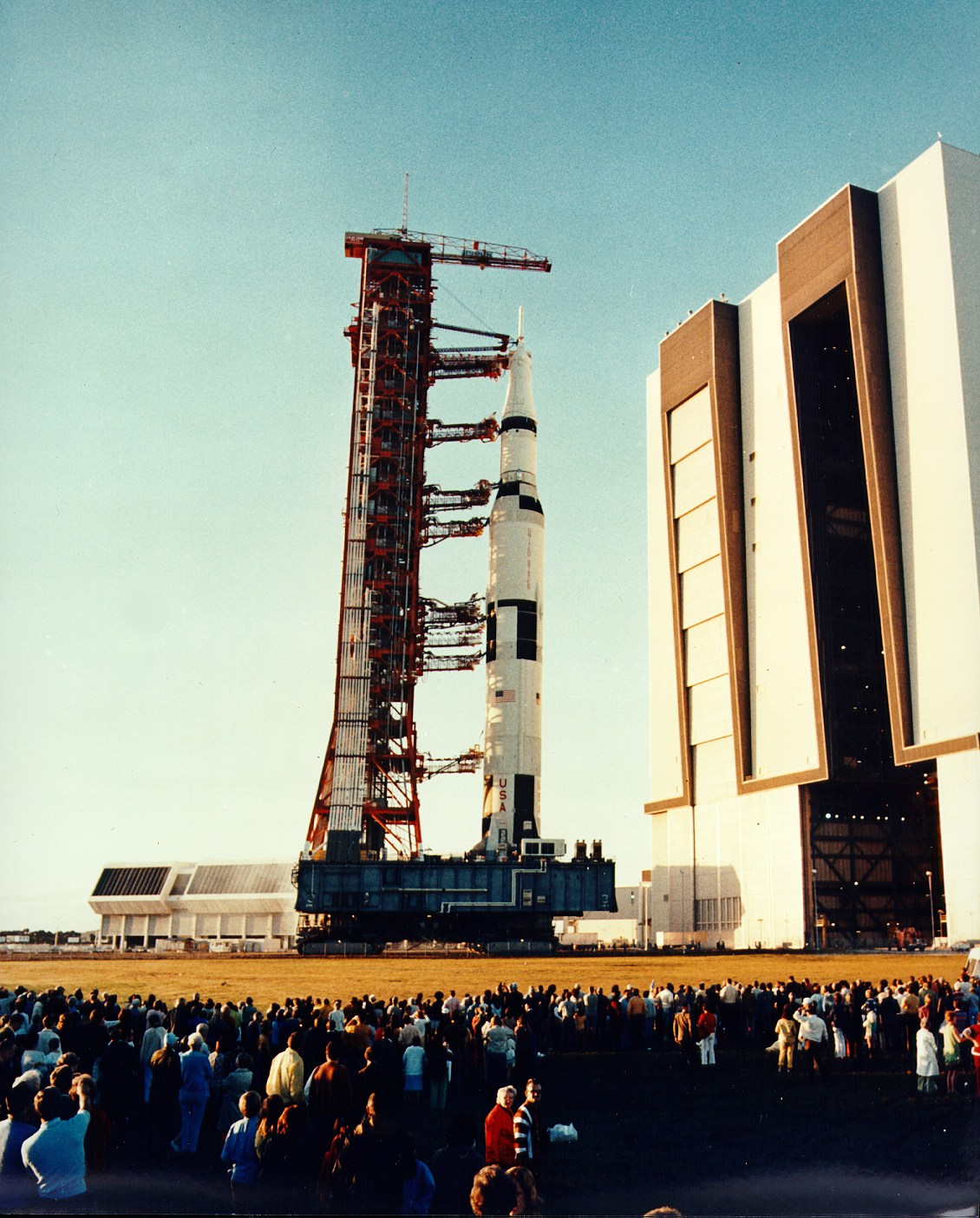
Az egyik utolsó Saturn V – Apollo–16 – tízezrek jelenlétében gördül ki a csarnokból
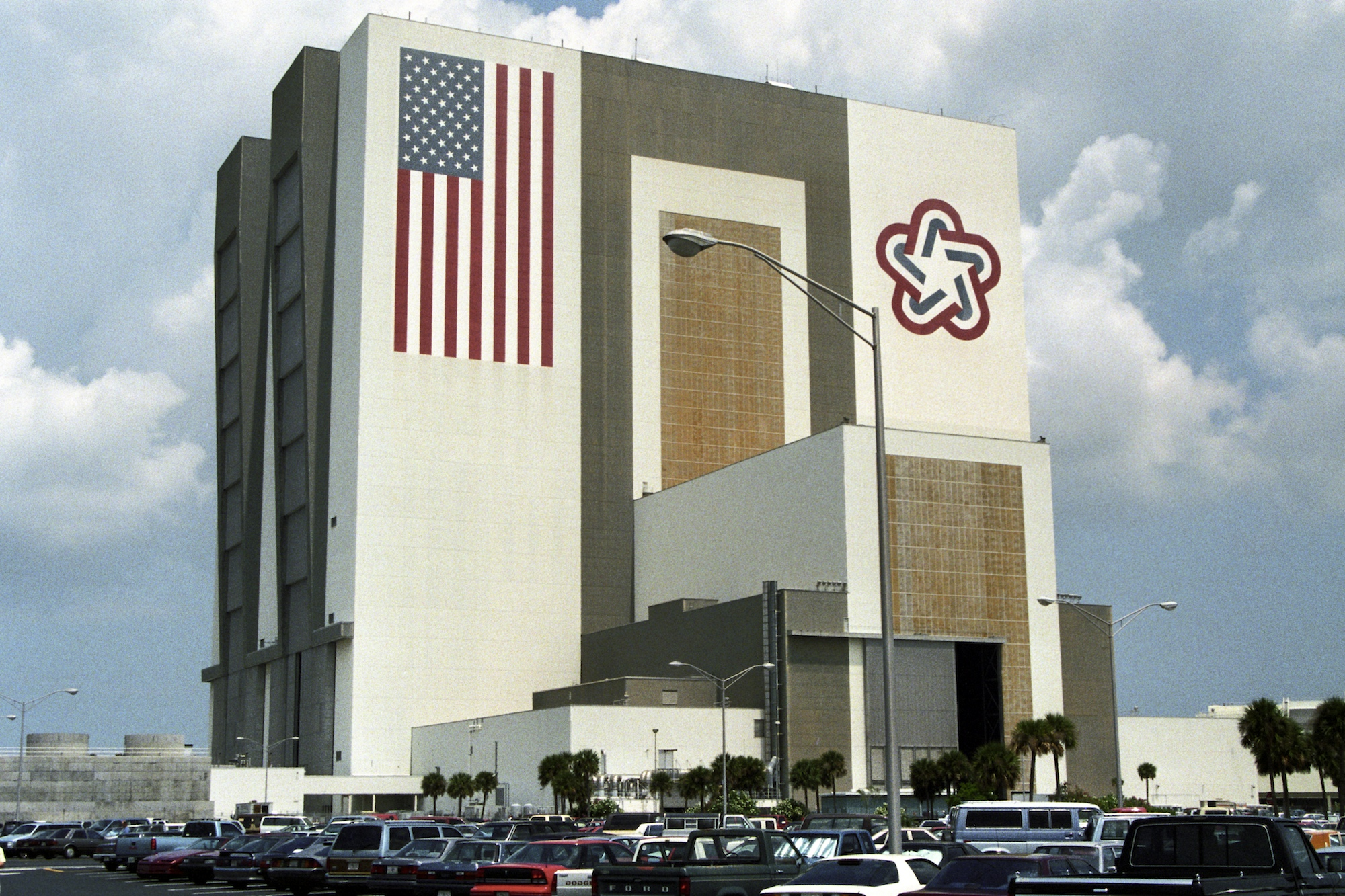
A VAB új megjelenése 1976-ból az amerikai zászlóval és a bicentenáriumi csillaggal homlokzatán
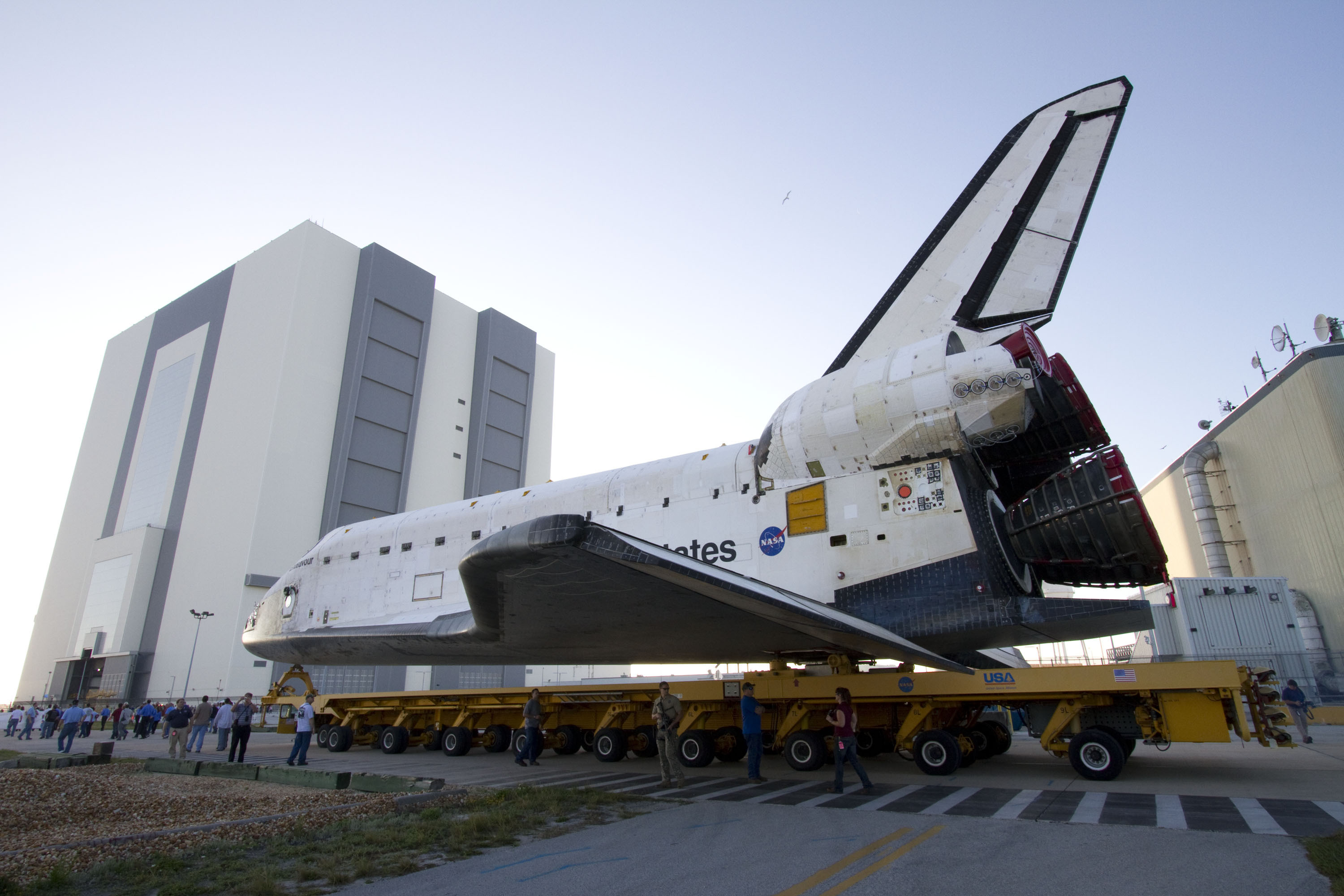
Új korszak: a Space Shuttle érkezése
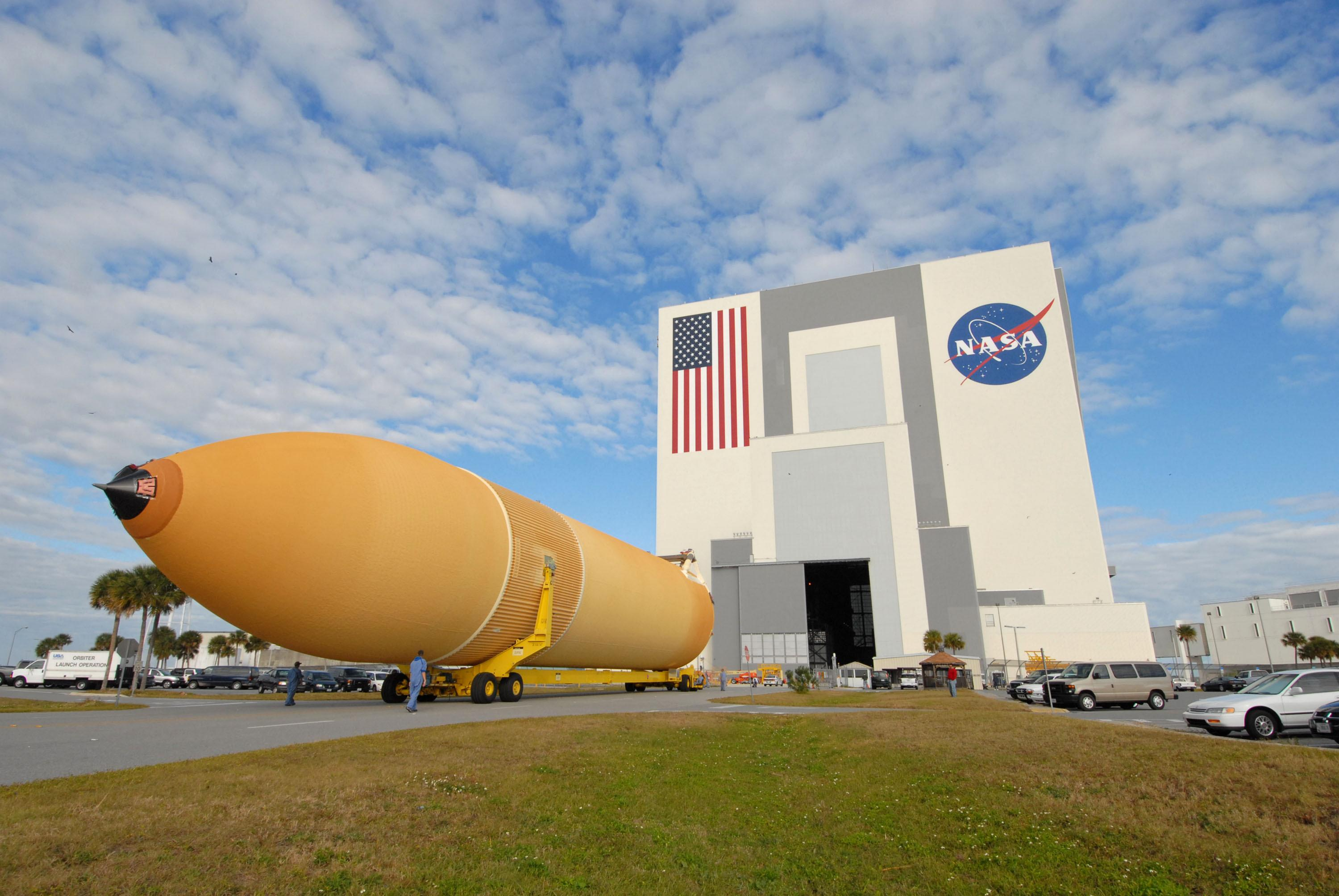
Egy óriási külső tartály érkezik a VAB-ba
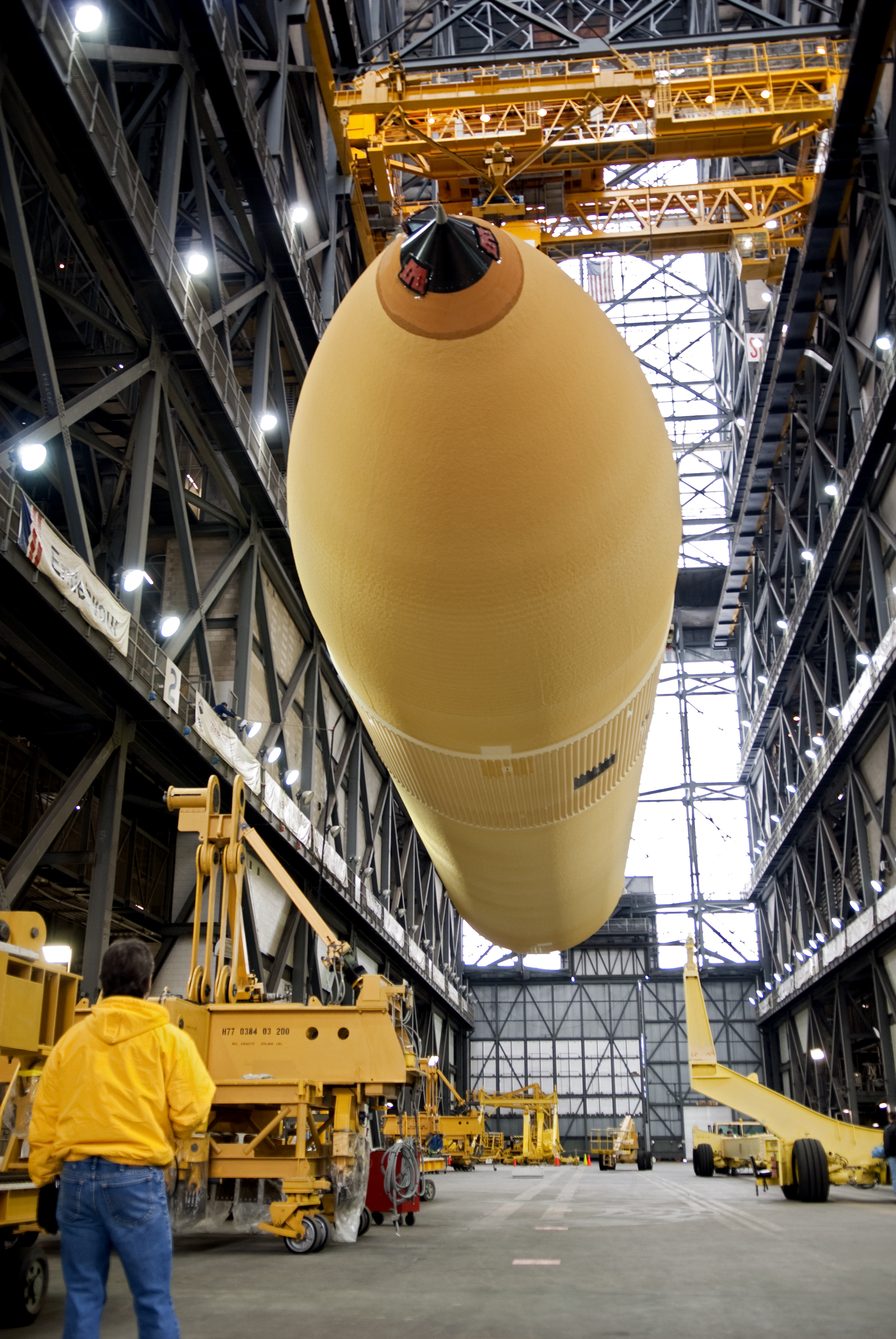
Az STS rendszer szerelése
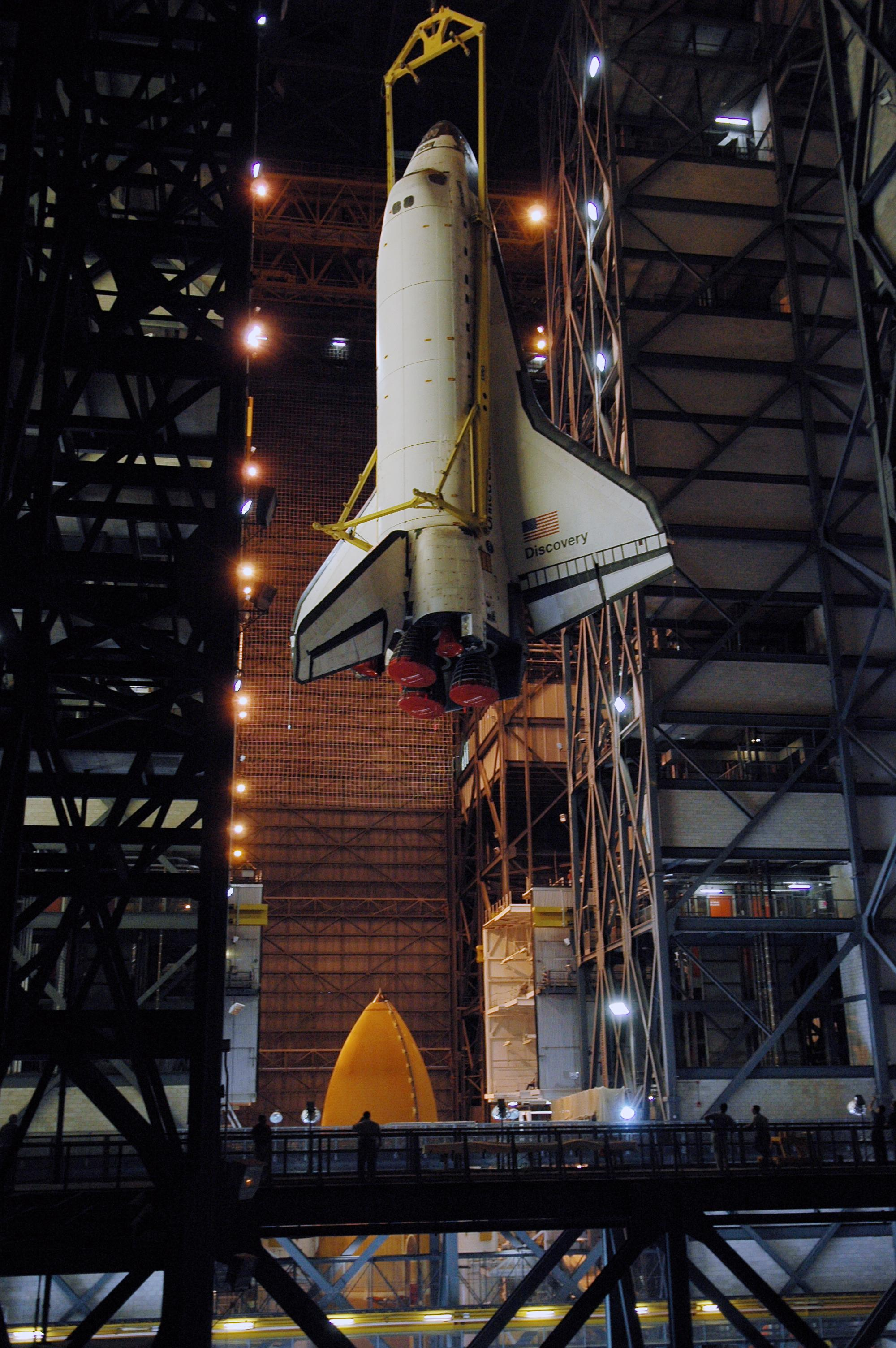
A Discovery-t magasba emelik, hogy a külső üzemanyagtartályra és a gyorsítórakétákra ráerősítsék az STS–116 küldetés előtt
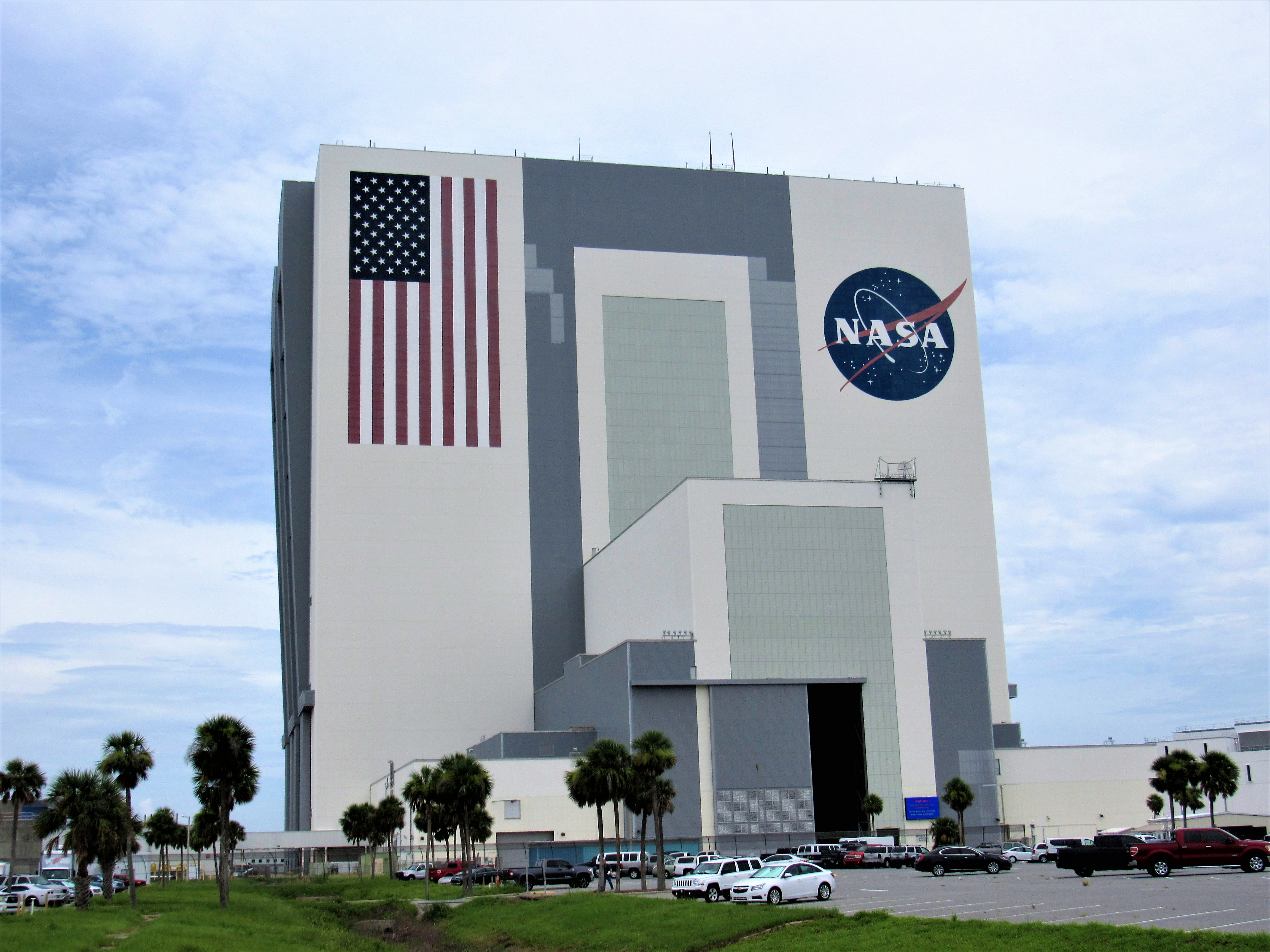
A VAB új megjelenése a bicentenáriumi csillag helyett a NASA logójával
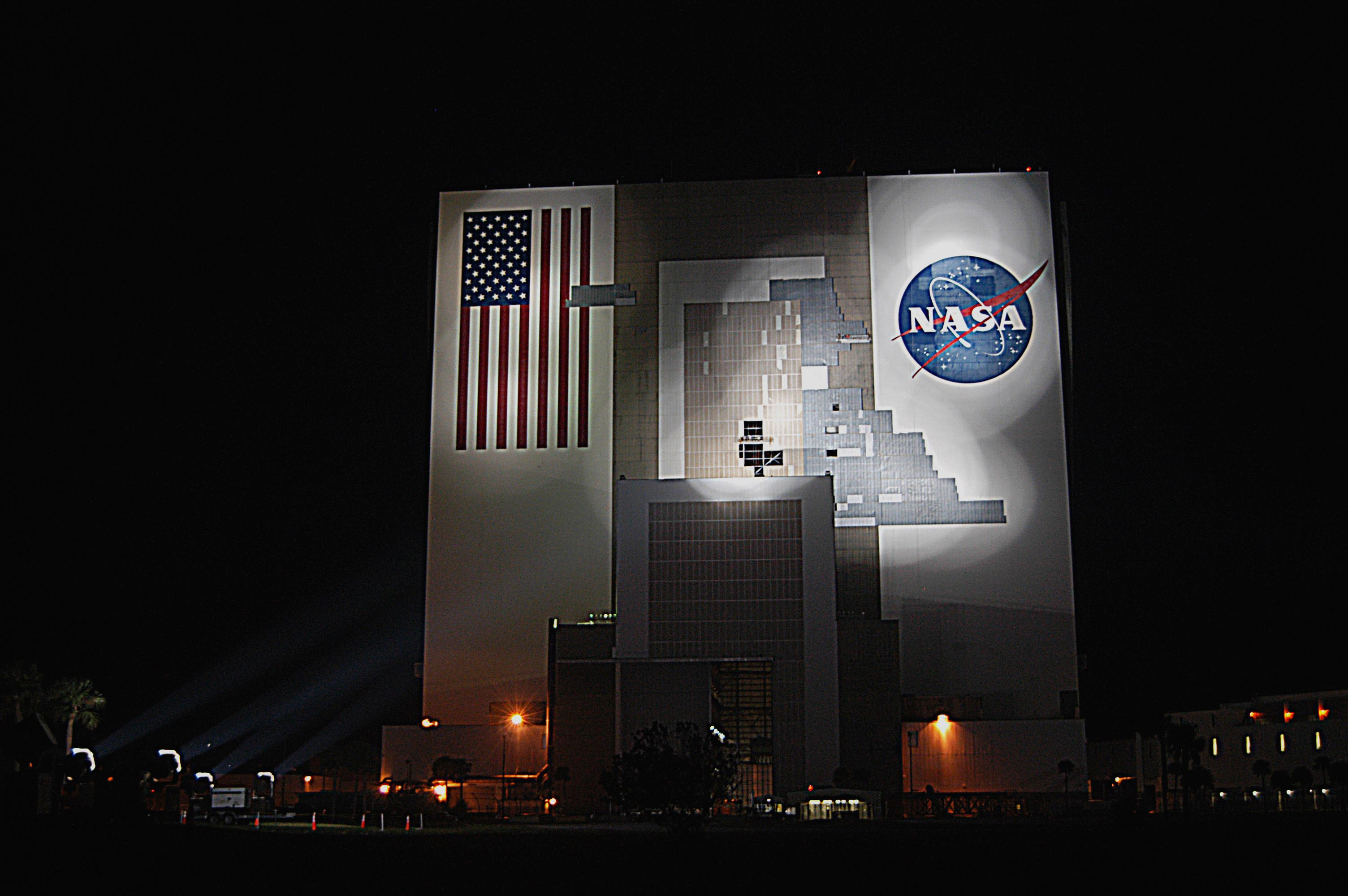
Xenon lámpák világítják meg az épületet, ahol a munkások a 2004-es Frances hurrikán által okozott károkat javítják.
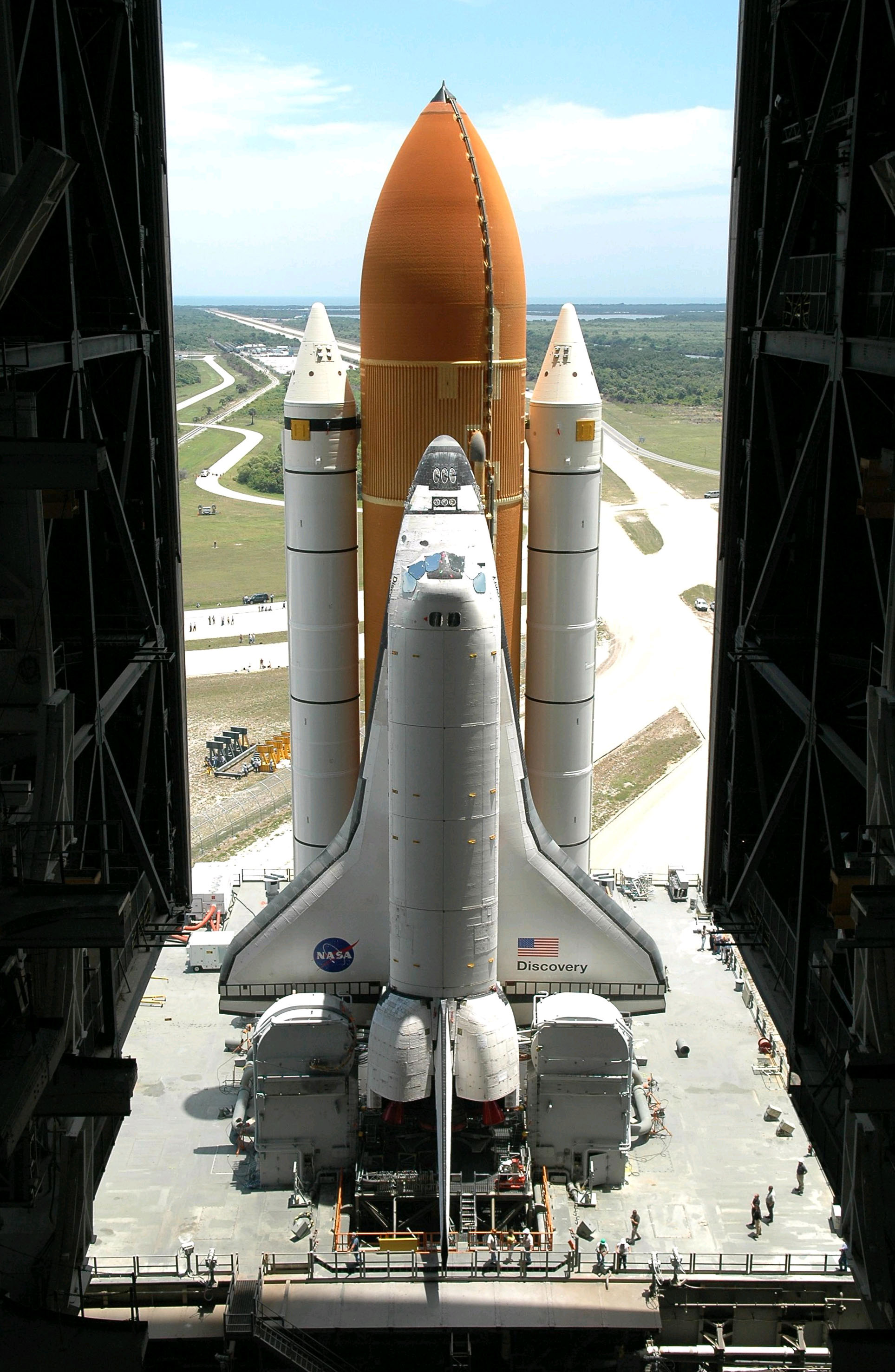
A Discovery űrrepülőgépet kigördítik a VAB-ből, hogy az STS–121 küldetésen elindítsák.
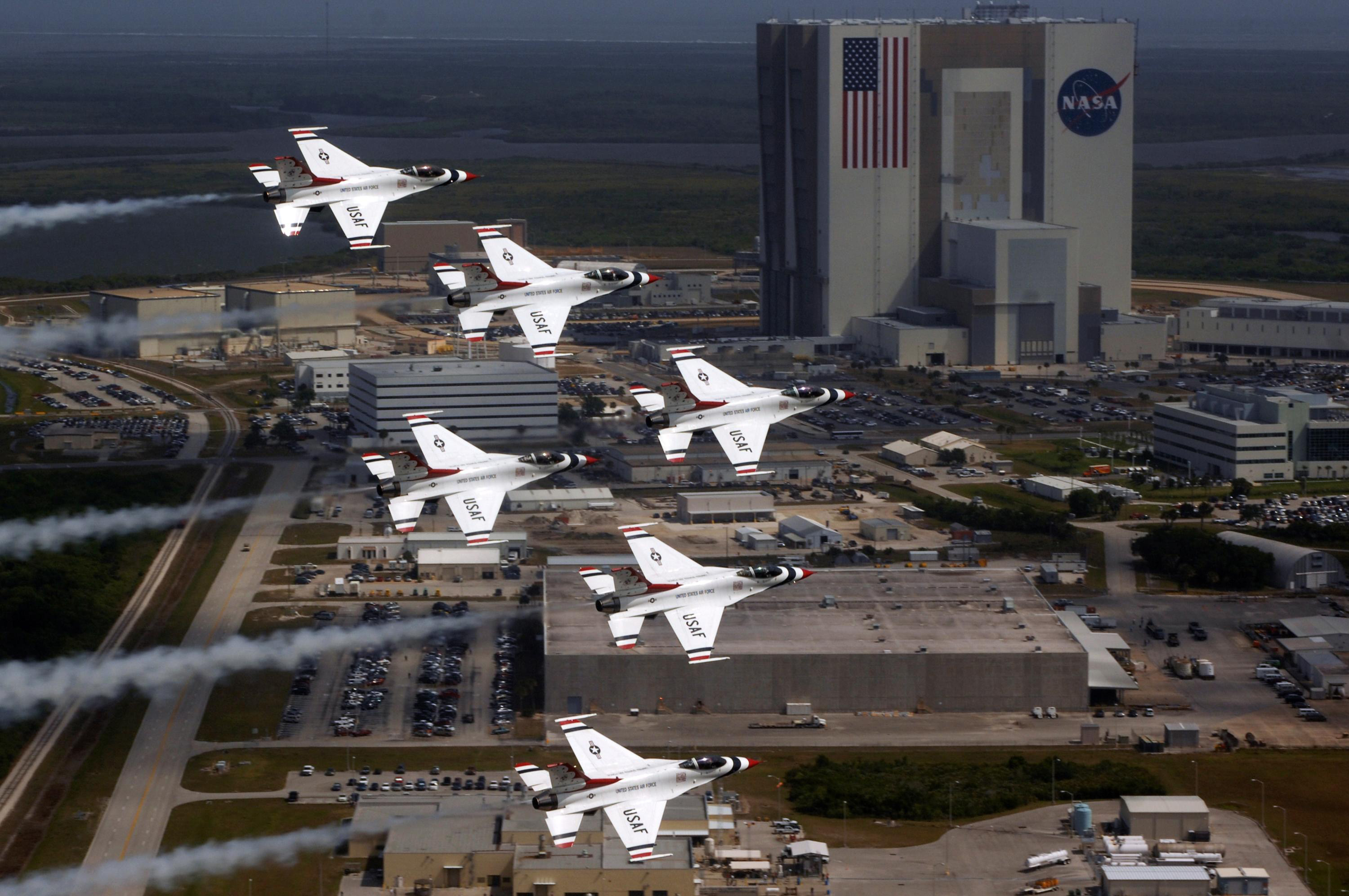
A Thunderbirds bemutató köteléke áthúz a VAB felett
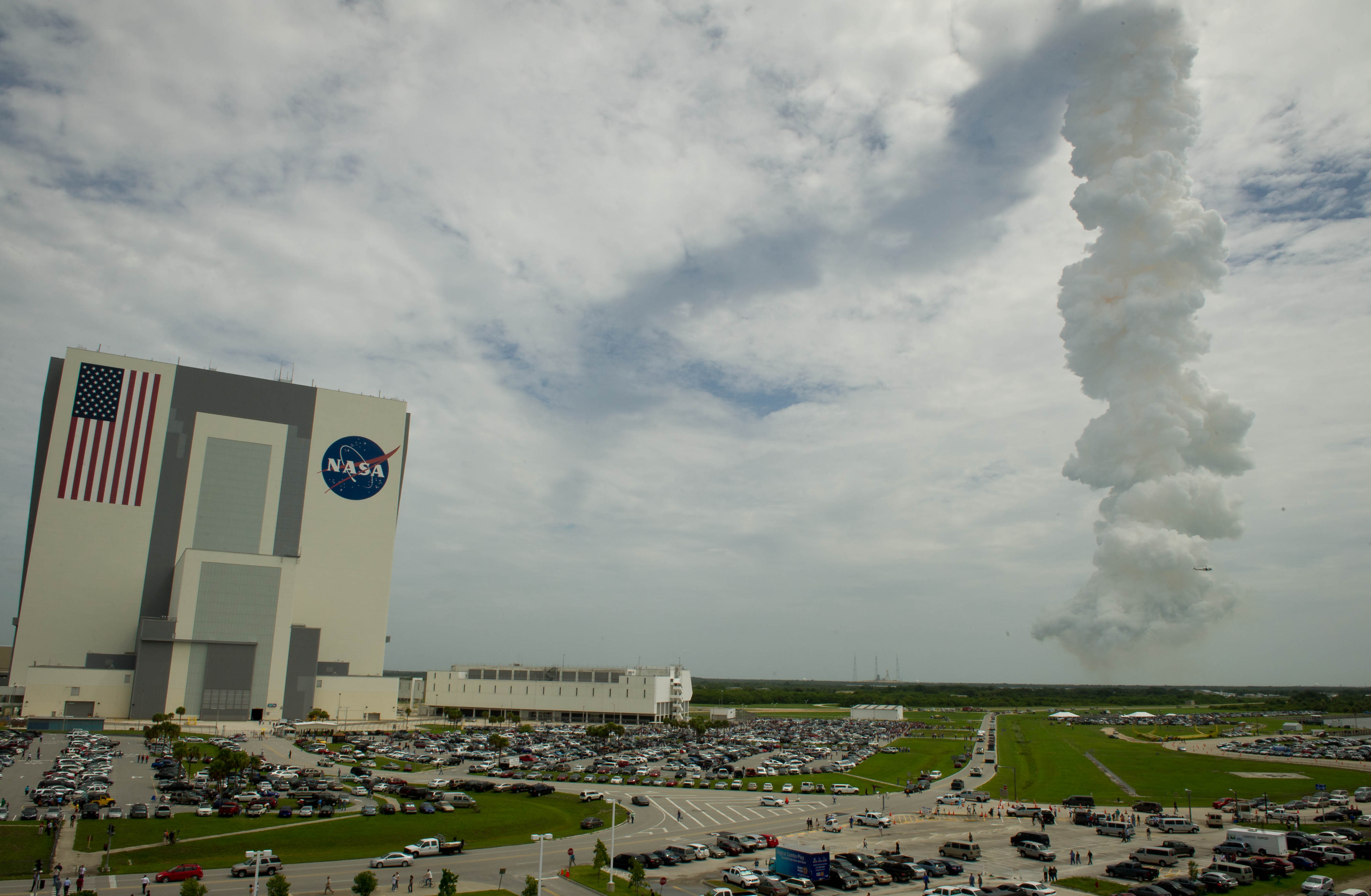
Az STS–135 kondenzcsíkja és a VAB-csarnok